# فهرست خورشیدگرفتگی‌های سده ۱۱ (پیش از میلاد)
این فهرست شامل خورشیدگرفتگی‌های قرن یازدهم پیش از میلاد است که در طی دورهٔ سال ۱۱۰۰ پیش از میلاد تا ۱۱۰۱ پیش از میلاد روی داده‌اند. در این دوره، ۲۳۸ خورشیدگرفتگی رخ داد.
| تاریخ           | زمان بزرگترین گرفت | چرخهٔ ساروس | نوع          | قدر    | مدت زمان            | مکان                                            | مسیر گرفتگی            | ناحیهٔ جغرافیایی | منبع  |
| --------------- | ------------------ | ---------- | ------------ | ------ | ------------------- | ----------------------------------------------- | ---------------------- | --------------- | ----- |
| ۲۵ ژانویه ۱۱۰۰  | ۰۵:۵۹:۲۵           | ۲۳         | خورشیدگرفتگی | ۱.۰۳۱۸ | ۰۲ دقیقه و ۰۸ ثانیه | ۶۲°۲۴′جنوبی ۱۲۷°۲۴′غربی / ۶۲٫۴°جنوبی ۱۲۷٫۴°غربی | ۱۵۰ کیلومتر (۹۳ مایل)  |                 | [ ۱ ] |
| ۲۰ ژوئیه ۱۱۰۰   | ۱۰:۴۰:۲۱           | ۲۸         | خورشیدگرفتگی | ۰.۹۷۹۵ | ۰۱ دقیقه و ۲۵ ثانیه | ۷۴°۱۸′شمالی ۱۷۳°۳۶′شرقی / ۷۴٫۳°شمالی ۱۷۳٫۶°شرقی | ۱۲۹ کیلومتر (۸۰ مایل)  |                 | [ ۱ ] |
| ۱۴ ژانویه ۱۰۹۹  | ۱۷:۴۱:۰۰           | ۳۳         | خورشیدگرفتگی | ۰.۹۸۱۱ | ۰۲ دقیقه و ۰۳ ثانیه | ۲۳°۰۶′جنوبی ۳۰°۵۴′شرقی / ۲۳٫۱°جنوبی ۳۰٫۹°شرقی   | ۶۷ کیلومتر (۴۲ مایل)   |                 | [ ۱ ] |
| ۹ ژوئیه ۱۰۹۹    | ۲۱:۳۳:۰۱           | ۳۸         | خورشیدگرفتگی | ۱.۰۴۴۷ | ۰۴ دقیقه و ۱۲ ثانیه | ۲۵°۴۲′شمالی ۳۰°۴۸′غربی / ۲۵٫۷°شمالی ۳۰٫۸°غربی   | ۱۴۹ کیلومتر (۹۳ مایل)  |                 | [ ۱ ] |
| ۳ ژانویه ۱۰۹۸   | ۲۲:۰۱:۲۸           | ۴۳         | خورشیدگرفتگی | ۰.۹۲۷۱ | ۰۹ دقیقه و ۲۹ ثانیه | ۲۳°۰۶′شمالی ۴۱°۲۴′غربی / ۲۳٫۱°شمالی ۴۱٫۴°غربی   | ۴۰۱ کیلومتر (۲۴۹ مایل) |                 | [ ۱ ] |
| ۲۹ ژوئن ۱۰۹۸    | ۱۳:۴۲:۳۲           | ۴۸         | خورشیدگرفتگی | ۱.۰۷۲۹ | ۰۶ دقیقه و ۳۳ ثانیه | ۲۱°۰۰′جنوبی ۸۳°۰۶′شرقی / ۲۱٫۰°جنوبی ۸۳٫۱°شرقی   | ۳۳۳ کیلومتر (۲۰۷ مایل) |                 | [ ۱ ] |
| ۲۳ دسامبر ۱۰۹۸  | ۲۱:۱۷:۰۲           | ۵۳         | خورشیدگرفتگی | ۰.۲۶۱۱ | —                   | ۶۶°۱۸′شمالی ۳۱°۲۴′غربی / ۶۶٫۳°شمالی ۳۱٫۴°غربی   | —                      |                 | [ ۱ ] |
| ۱۹ مه ۱۰۹۷      | ۲۲:۴۵:۳۴           | ۲۰         | خورشیدگرفتگی | ۰.۸۱۰۴ | —                   | ۶۹°۳۶′شمالی ۱۶۲°۳۶′شرقی / ۶۹٫۶°شمالی ۱۶۲٫۶°شرقی | —                      |                 | [ ۱ ] |
| ۱۸ ژوئن ۱۰۹۷    | ۰۶:۳۷:۵۵           | ۵۸         | خورشیدگرفتگی | ۰.۱۶۳۶ | —                   | ۶۷°۰۰′جنوبی ۱۶۶°۰۰′غربی / ۶۷٫۰°جنوبی ۱۶۶٫۰°غربی | —                      |                 | [ ۱ ] |
| ۱۲ نوامبر ۱۰۹۷  | ۰۷:۴۱:۱۹           | ۲۵         | خورشیدگرفتگی | ۰.۹۷۴۰ | ۰۱ دقیقه و ۴۷ ثانیه | ۷۲°۳۰′جنوبی ۱۳۴°۱۲′شرقی / ۷۲٫۵°جنوبی ۱۳۴٫۲°شرقی | ۱۹۶ کیلومتر (۱۲۲ مایل) |                 | [ ۱ ] |
| ۹ مه ۱۰۹۶       | ۰۸:۳۴:۱۳           | ۳۰         | خورشیدگرفتگی | ۰.۹۸۲۸ | ۰۱ دقیقه و ۴۶ ثانیه | ۳۴°۵۴′شمالی ۱۵۶°۲۴′شرقی / ۳۴٫۹°شمالی ۱۵۶٫۴°شرقی | ۶۶ کیلومتر (۴۱ مایل)   |                 | [ ۱ ] |
| ۱ نوامبر ۱۰۹۶   | ۱۹:۵۰:۰۷           | ۳۵         | خورشیدگرفتگی | ۱.۰۳۳۵ | ۰۳ دقیقه و ۰۴ ثانیه | ۲۰°۳۶′جنوبی ۱۰°۰۶′غربی / ۲۰٫۶°جنوبی ۱۰٫۱°غربی   | ۱۱۴ کیلومتر (۷۱ مایل)  |                 | [ ۱ ] |
| ۲۸ آوریل ۱۰۹۵   | ۱۱:۲۱:۱۸           | ۴۰         | خورشیدگرفتگی | ۰.۹۴۸۴ | ۰۶ دقیقه و ۳۷ ثانیه | ۱۳°۱۲′جنوبی ۱۲۸°۰۰′شرقی / ۱۳٫۲°جنوبی ۱۲۸٫۰°شرقی | ۲۰۷ کیلومتر (۱۲۹ مایل) |                 | [ ۱ ] |
| ۲۲ اکتبر ۱۰۹۵   | ۱۱:۲۷:۴۰           | ۴۵         | خورشیدگرفتگی | ۱.۰۴۴۴ | ۰۳ دقیقه و ۵۴ ثانیه | ۲۱°۴۸′شمالی ۱۲۷°۳۰′شرقی / ۲۱٫۸°شمالی ۱۲۷٫۵°شرقی | ۱۷۱ کیلومتر (۱۰۶ مایل) |                 | [ ۱ ] |
| ۱۷ آوریل ۱۰۹۴   | ۱۲:۰۶:۲۱           | ۵۰         | خورشیدگرفتگی | ۰.۶۹۲۳ | —                   | ۷۱°۳۶′جنوبی ۱۷۸°۱۲′غربی / ۷۱٫۶°جنوبی ۱۷۸٫۲°غربی | —                      |                 | [ ۱ ] |
| ۱۲ اکتبر ۱۰۹۴   | ۰۱:۵۱:۳۷           | ۵۵         | خورشیدگرفتگی | ۰.۵۹۷۳ | —                   | ۷۱°۳۶′شمالی ۱۷°۱۲′غربی / ۷۱٫۶°شمالی ۱۷٫۲°غربی   | —                      |                 | [ ۱ ] |
| ۷ مارس ۱۰۹۳     | ۰۷:۳۵:۱۵           | ۲۲         | خورشیدگرفتگی | ۱.۰۱۸۹ | ۰۱ دقیقه و ۳۳ ثانیه | ۴۵°۰۶′شمالی ۱۶۳°۰۰′شرقی / ۴۵٫۱°شمالی ۱۶۳٫۰°شرقی | ۱۱۷ کیلومتر (۷۳ مایل)  |                 | [ ۱ ] |
| ۳۱ اوت ۱۰۹۳     | ۱۸:۴۵:۲۶           | ۲۷         | خورشیدگرفتگی | ۰.۹۳۶۱ | ۰۶ دقیقه و ۱۷ ثانیه | ۴۹°۳۰′جنوبی ۹°۰۰′غربی / ۴۹٫۵°جنوبی ۹٫۰°غربی     | ۵۴۴ کیلومتر (۳۳۸ مایل) |                 | [ ۱ ] |
| ۲۴ فوریه ۱۰۹۲   | ۲۲:۳۲:۱۵           | ۳۲         | خورشیدگرفتگی | ۱.۰۶۲۷ | ۰۵ دقیقه و ۴۵ ثانیه | ۷°۵۴′جنوبی ۴۲°۲۴′غربی / ۷٫۹°جنوبی ۴۲٫۴°غربی     | ۲۰۶ کیلومتر (۱۲۸ مایل) |                 | [ ۱ ] |
| ۲۰ اوت ۱۰۹۲     | ۱۸:۵۰:۰۳           | ۳۷         | خورشیدگرفتگی | ۰.۹۳۴۵ | ۰۹ دقیقه و ۰۰ ثانیه | ۵°۳۶′شمالی ۸°۱۸′شرقی / ۵٫۶°شمالی ۸٫۳°شرقی       | ۲۴۸ کیلومتر (۱۵۴ مایل) |                 | [ ۱ ] |
| ۱۴ فوریه ۱۰۹۱   | ۱۴:۵۹:۲۲           | ۴۲         | خورشیدگرفتگی | ۱.۰۴۷۷ | ۰۳ دقیقه و ۲۷ ثانیه | ۵۳°۲۴′جنوبی ۸۴°۳۶′شرقی / ۵۳٫۴°جنوبی ۸۴٫۶°شرقی   | ۲۰۱ کیلومتر (۱۲۵ مایل) |                 | [ ۱ ] |
| ۹ اوت ۱۰۹۱      | ۲۰:۴۶:۵۷           | ۴۷         | خورشیدگرفتگی | ۰.۹۶۶۹ | ۰۳ دقیقه و ۰۲ ثانیه | ۵۲°۰۰′شمالی ۱۱°۰۶′غربی / ۵۲٫۰°شمالی ۱۱٫۱°غربی   | ۱۴۲ کیلومتر (۸۸ مایل)  |                 | [ ۱ ] |
| ۵ ژانویه ۱۰۹۰   | ۱۴:۲۸:۰۰           | ۱۴         | خورشیدگرفتگی | ۰.۱۸۱۵ | —                   | ۶۶°۰۶′شمالی ۸۵°۱۲′شرقی / ۶۶٫۱°شمالی ۸۵٫۲°شرقی   | —                      |                 | [ ۱ ] |
| ۴ فوریه ۱۰۹۰    | ۰۴:۱۵:۲۰           | ۵۲         | خورشیدگرفتگی | ۰.۳۱۴۰ | —                   | ۶۸°۵۴′جنوبی ۲۷°۴۸′شرقی / ۶۸٫۹°جنوبی ۲۷٫۸°شرقی   | —                      |                 | [ ۱ ] |
| ۳۰ ژوئن ۱۰۹۰    | ۲۱:۱۲:۲۸           | ۱۹         | خورشیدگرفتگی | ۰.۳۶۳۳ | —                   | ۶۵°۱۸′جنوبی ۱۰°۳۰′غربی / ۶۵٫۳°جنوبی ۱۰٫۵°غربی   | —                      |                 | [ ۱ ] |
| ۳۰ ژوئیه ۱۰۹۰   | ۰۵:۵۳:۰۴           | ۵۷         | خورشیدگرفتگی | ۰.۵۳۸۶ | —                   | ۶۸°۰۰′شمالی ۱۰°۵۴′شرقی / ۶۸٫۰°شمالی ۱۰٫۹°شرقی   | —                      |                 | [ ۱ ] |
| ۲۵ دسامبر ۱۰۹۰  | ۱۶:۴۶:۱۰           | ۲۴         | خورشیدگرفتگی | ۰.۹۱۶۸ | ۱۰ دقیقه و ۳۴ ثانیه | ۲۹°۵۴′شمالی ۴۹°۱۲′شرقی / ۲۹٫۹°شمالی ۴۹٫۲°شرقی   | ۵۳۶ کیلومتر (۳۳۳ مایل) |                 | [ ۱ ] |
| ۱۹ ژوئن ۱۰۸۹    | ۱۴:۰۵:۳۰           | ۲۹         | خورشیدگرفتگی | ۱.۰۷۶۳ | ۰۶ دقیقه و ۵۶ ثانیه | ۱۲°۵۴′جنوبی ۸۵°۵۴′شرقی / ۱۲٫۹°جنوبی ۸۵٫۹°شرقی   | ۳۰۷ کیلومتر (۱۹۱ مایل) |                 | [ ۱ ] |
| ۱۳ دسامبر ۱۰۸۹  | ۱۵:۵۰:۱۰           | ۳۴         | خورشیدگرفتگی | ۰.۹۲۵۶ | ۰۹ دقیقه و ۴۹ ثانیه | ۱۵°۴۲′جنوبی ۵۵°۴۸′شرقی / ۱۵٫۷°جنوبی ۵۵٫۸°شرقی   | ۲۸۲ کیلومتر (۱۷۵ مایل) |                 | [ ۱ ] |
| ۹ ژوئن ۱۰۸۸     | ۰۶:۲۵:۴۲           | ۳۹         | خورشیدگرفتگی | ۱.۰۵۰۶ | ۰۴ دقیقه و ۲۶ ثانیه | ۳۰°۰۶′شمالی ۱۶۹°۱۸′غربی / ۳۰٫۱°شمالی ۱۶۹٫۳°غربی | ۱۷۰ کیلومتر (۱۱۰ مایل) |                 | [ ۱ ] |
| ۲ دسامبر ۱۰۸۸   | ۱۹:۱۵:۵۲           | ۴۴         | خورشیدگرفتگی | ۰.۹۶۶۴ | ۰۲ دقیقه و ۵۰ ثانیه | ۵۲°۵۴′جنوبی ۱۴°۵۴′غربی / ۵۲٫۹°جنوبی ۱۴٫۹°غربی   | ۱۴۶ کیلومتر (۹۱ مایل)  |                 | [ ۱ ] |
| ۲۹ مه ۱۰۸۷      | ۱۷:۴۴:۳۹           | ۴۹         | خورشیدگرفتگی | ۰.۹۸۴۰ | ۰۰ دقیقه و ۵۸ ثانیه | ۷۱°۱۸′شمالی ۷۴°۳۰′غربی / ۷۱٫۳°شمالی ۷۴٫۵°غربی   | ۲۰۴ کیلومتر (۱۲۷ مایل) |                 | [ ۱ ] |
| ۲۳ اکتبر ۱۰۸۷   | ۱۸:۴۶:۵۶           | ۱۶         | خورشیدگرفتگی | ۰.۰۷۷۶ | —                   | ۶۱°۰۶′شمالی ۸۲°۵۴′شرقی / ۶۱٫۱°شمالی ۸۲٫۹°شرقی   | —                      |                 | [ ۱ ] |
| ۲۲ نوامبر ۱۰۸۷  | ۰۵:۵۹:۱۸           | ۵۴         | خورشیدگرفتگی | ۰.۶۱۶۵ | —                   | ۶۲°۱۸′جنوبی ۷۱°۱۸′شرقی / ۶۲٫۳°جنوبی ۷۱٫۳°شرقی   | —                      |                 | [ ۱ ] |
| ۱۹ آوریل ۱۰۸۶   | ۰۷:۰۰:۲۷           | ۲۱         | خورشیدگرفتگی | ۰.۸۳۸۰ | —                   | ۶۰°۴۲′جنوبی ۹۵°۵۴′غربی / ۶۰٫۷°جنوبی ۹۵٫۹°غربی   | —                      |                 | [ ۱ ] |
| ۱۳ اکتبر ۱۰۸۶   | ۱۰:۳۵:۳۳           | ۲۶         | خورشیدگرفتگی | ۱.۰۳۳۸ | ۰۲ دقیقه و ۲۴ ثانیه | ۴۴°۴۲′شمالی ۱۶۶°۲۴′شرقی / ۴۴٫۷°شمالی ۱۶۶٫۴°شرقی | ۲۰۸ کیلومتر (۱۲۹ مایل) |                 | [ ۱ ] |
| ۷ آوریل ۱۰۸۵    | ۰۸:۳۲:۲۴           | ۳۱         | خورشیدگرفتگی | ۰.۹۶۷۸ | ۰۳ دقیقه و ۲۲ ثانیه | ۱۲°۳۰′جنوبی ۱۷۳°۳۰′شرقی / ۱۲٫۵°جنوبی ۱۷۳٫۵°شرقی | ۱۲۰ کیلومتر (۷۵ مایل)  |                 | [ ۱ ] |
| ۱ اکتبر ۱۰۸۵    | ۲۳:۵۱:۵۶           | ۳۶         | خورشیدگرفتگی | ۰.۹۹۸۴ | ۰۰ دقیقه و ۰۹ ثانیه | ۹°۰۰′شمالی ۶۲°۳۶′غربی / ۹٫۰°شمالی ۶۲٫۶°غربی     | ۶ کیلومتر (۳٫۷ مایل)   |                 | [ ۱ ] |
| ۲۷ مارس ۱۰۸۴    | ۱۶:۲۰:۰۳           | ۴۱         | خورشیدگرفتگی | ۱.۰۱۷۷ | ۰۱ دقیقه و ۳۳ ثانیه | ۲۳°۰۰′شمالی ۳۴°۲۴′شرقی / ۲۳٫۰°شمالی ۳۴٫۴°شرقی   | ۶۸ کیلومتر (۴۲ مایل)   |                 | [ ۱ ] |
| ۲۱ سپتامبر ۱۰۸۴ | ۰۶:۴۰:۱۱           | ۴۶         | خورشیدگرفتگی | ۰.۹۴۵۴ | ۰۵ دقیقه و ۴۰ ثانیه | ۲۵°۱۲′جنوبی ۱۷۳°۲۴′شرقی / ۲۵٫۲°جنوبی ۱۷۳٫۴°شرقی | ۲۳۹ کیلومتر (۱۴۹ مایل) |                 | [ ۱ ] |
| ۱۵ فوریه ۱۰۸۳   | ۲۲:۱۹:۳۲           | ۱۳         | خورشیدگرفتگی | ۰.۲۶۵۴ | —                   | ۶۲°۰۰′جنوبی ۸۴°۰۰′شرقی / ۶۲٫۰°جنوبی ۸۴٫۰°شرقی   | —                      |                 | [ ۱ ] |
| ۱۷ مارس ۱۰۸۳    | ۰۶:۳۴:۲۴           | ۵۱         | خورشیدگرفتگی | ۰.۶۸۱۸ | —                   | ۶۰°۴۸′شمالی ۱۱۶°۳۶′شرقی / ۶۰٫۸°شمالی ۱۱۶٫۶°شرقی | —                      |                 | [ ۱ ] |
| ۱۰ سپتامبر ۱۰۸۳ | ۰۷:۱۰:۵۸           | ۵۶         | خورشیدگرفتگی | ۰.۴۶۹۳ | —                   | ۶۰°۵۴′جنوبی ۱۱۱°۰۶′شرقی / ۶۰٫۹°جنوبی ۱۱۱٫۱°شرقی | —                      |                 | [ ۱ ] |
| ۵ فوریه ۱۰۸۲    | ۱۴:۱۶:۰۶           | ۲۳         | خورشیدگرفتگی | ۱.۰۳۲۰ | ۰۲ دقیقه و ۰۸ ثانیه | ۶۰°۲۴′جنوبی ۱۱۳°۰۰′شرقی / ۶۰٫۴°جنوبی ۱۱۳٫۰°شرقی | ۱۵۷ کیلومتر (۹۸ مایل)  |                 | [ ۱ ] |
| ۳۱ ژوئیه ۱۰۸۲   | ۱۷:۵۲:۰۴           | ۲۸         | خورشیدگرفتگی | ۰.۹۷۸۵ | ۰۱ دقیقه و ۲۵ ثانیه | ۷۳°۳۰′شمالی ۸۶°۵۴′شرقی / ۷۳٫۵°شمالی ۸۶٫۹°شرقی   | ۱۶۳ کیلومتر (۱۰۱ مایل) |                 | [ ۱ ] |
| ۲۶ ژانویه ۱۰۸۱  | ۰۱:۴۵:۴۰           | ۳۳         | خورشیدگرفتگی | ۰.۹۸۰۸ | ۰۲ دقیقه و ۰۳ ثانیه | ۲۲°۳۰′جنوبی ۹۰°۲۴′غربی / ۲۲٫۵°جنوبی ۹۰٫۴°غربی   | ۶۸ کیلومتر (۴۲ مایل)   |                 | [ ۱ ] |
| ۲۰ ژوئیه ۱۰۸۱   | ۰۵:۰۲:۵۱           | ۳۸         | خورشیدگرفتگی | ۱.۰۴۵۲ | ۰۴ دقیقه و ۰۵ ثانیه | ۲۸°۱۸′شمالی ۱۴۲°۵۴′غربی / ۲۸٫۳°شمالی ۱۴۲٫۹°غربی | ۱۵۱ کیلومتر (۹۴ مایل)  |                 | [ ۱ ] |
| ۱۴ ژانویه ۱۰۸۰  | ۰۵:۵۱:۳۵           | ۴۳         | خورشیدگرفتگی | ۰.۹۲۸۰ | ۰۹ دقیقه و ۱۷ ثانیه | ۲۲°۰۰′شمالی ۱۶۲°۳۶′غربی / ۲۲٫۰°شمالی ۱۶۲٫۶°غربی | ۳۸۴ کیلومتر (۲۳۹ مایل) |                 | [ ۱ ] |
| ۹ ژوئیه ۱۰۸۰    | ۲۱:۱۵:۵۶           | ۴۸         | خورشیدگرفتگی | ۱.۰۷۲۳ | ۰۶ دقیقه و ۳۶ ثانیه | ۱۵°۳۶′جنوبی ۳۳°۳۶′غربی / ۱۵٫۶°جنوبی ۳۳٫۶°غربی   | ۳۰۴ کیلومتر (۱۸۹ مایل) |                 | [ ۱ ] |
| ۳ ژانویه ۱۰۷۹   | ۰۵:۰۹:۲۷           | ۵۳         | خورشیدگرفتگی | ۰.۲۸۰۹ | —                   | ۶۵°۱۲′شمالی ۱۶۱°۱۸′غربی / ۶۵٫۲°شمالی ۱۶۱٫۳°غربی | —                      |                 | [ ۱ ] |
| ۳۱ مه ۱۰۷۹      | ۰۵:۵۱:۵۶           | ۲۰         | خورشیدگرفتگی | ۰.۶۶۰۰ | —                   | ۶۸°۴۲′شمالی ۴۲°۴۲′شرقی / ۶۸٫۷°شمالی ۴۲٫۷°شرقی   | —                      |                 | [ ۱ ] |
| ۲۹ ژوئن ۱۰۷۹    | ۱۳:۵۹:۵۵           | ۵۸         | خورشیدگرفتگی | ۰.۲۸۹۴ | —                   | ۶۶°۰۰′جنوبی ۷۱°۲۴′شرقی / ۶۶٫۰°جنوبی ۷۱٫۴°شرقی   | —                      |                 | [ ۱ ] |
| ۲۳ نوامبر ۱۰۷۹  | ۱۶:۱۵:۱۷           | ۲۵         | خورشیدگرفتگی | ۰.۹۷۶۹ | ۰۱ دقیقه و ۳۳ ثانیه | ۷۶°۴۲′جنوبی ۶°۰۰′شرقی / ۷۶٫۷°جنوبی ۶٫۰°شرقی     | ۱۷۲ کیلومتر (۱۰۷ مایل) |                 | [ ۱ ] |
| ۲۰ مه ۱۰۷۸      | ۱۵:۱۳:۰۹           | ۳۰         | خورشیدگرفتگی | ۰.۹۷۹۴ | ۰۲ دقیقه و ۰۰ ثانیه | ۴۳°۳۰′شمالی ۵۴°۰۶′شرقی / ۴۳٫۵°شمالی ۵۴٫۱°شرقی   | ۸۲ کیلومتر (۵۱ مایل)   |                 | [ ۱ ] |
| ۱۳ نوامبر ۱۰۷۸  | ۰۴:۳۹:۳۱           | ۳۵         | خورشیدگرفتگی | ۱.۰۳۴۵ | ۰۳ دقیقه و ۰۸ ثانیه | ۲۴°۳۰′جنوبی ۱۴۳°۳۰′غربی / ۲۴٫۵°جنوبی ۱۴۳٫۵°غربی | ۱۱۸ کیلومتر (۷۳ مایل)  |                 | [ ۱ ] |
| ۸ مه ۱۰۷۷       | ۱۷:۴۲:۳۷           | ۴۰         | خورشیدگرفتگی | ۰.۹۴۹۳ | ۰۶ دقیقه و ۴۶ ثانیه | ۴°۳۶′جنوبی ۲۸°۱۸′شرقی / ۴٫۶°جنوبی ۲۸٫۳°شرقی     | ۱۹۶ کیلومتر (۱۲۲ مایل) |                 | [ ۱ ] |
| ۱ نوامبر ۱۰۷۷   | ۲۰:۱۵:۳۳           | ۴۵         | خورشیدگرفتگی | ۱.۰۴۲۱ | ۰۳ دقیقه و ۵۰ ثانیه | ۱۷°۴۲′شمالی ۷°۱۸′غربی / ۱۷٫۷°شمالی ۷٫۳°غربی     | ۱۶۲ کیلومتر (۱۰۱ مایل) |                 | [ ۱ ] |
| ۲۷ آوریل ۱۰۷۶   | ۱۸:۳۹:۴۱           | ۵۰         | خورشیدگرفتگی | ۰.۸۳۴۱ | —                   | ۷۱°۰۶′جنوبی ۶۸°۳۰′شرقی / ۷۱٫۱°جنوبی ۶۸٫۵°شرقی   | —                      |                 | [ ۱ ] |
| ۲۲ اکتبر ۱۰۷۶   | ۱۰:۲۳:۱۳           | ۵۵         | خورشیدگرفتگی | ۰.۶۰۳۲ | —                   | ۷۱°۱۸′شمالی ۱۶۰°۳۰′غربی / ۷۱٫۳°شمالی ۱۶۰٫۵°غربی | —                      |                 | [ ۱ ] |
| ۱۸ مارس ۱۰۷۵    | ۱۵:۱۱:۱۷           | ۲۲         | خورشیدگرفتگی | ۱.۰۲۳۶ | ۰۱ دقیقه و ۴۶ ثانیه | ۵۳°۳۰′شمالی ۳۹°۲۴′شرقی / ۵۳٫۵°شمالی ۳۹٫۴°شرقی   | ۱۷۳ کیلومتر (۱۰۷ مایل) |                 | [ ۱ ] |
| ۱۲ سپتامبر ۱۰۷۵ | ۰۲:۱۲:۴۷           | ۲۷         | خورشیدگرفتگی | ۰.۹۲۹۹ | ۰۶ دقیقه و ۱۹ ثانیه | ۵۷°۱۲′جنوبی ۱۳۱°۴۲′غربی / ۵۷٫۲°جنوبی ۱۳۱٫۷°غربی | ۷۵۴ کیلومتر (۴۶۹ مایل) |                 | [ ۱ ] |
| ۸ مارس ۱۰۷۴     | ۰۶:۳۰:۳۳           | ۳۲         | خورشیدگرفتگی | ۱.۰۶۶۸ | ۰۶ دقیقه و ۰۳ ثانیه | ۱°۳۰′جنوبی ۱۶۴°۵۴′غربی / ۱٫۵°جنوبی ۱۶۴٫۹°غربی   | ۲۲۰ کیلومتر (۱۴۰ مایل) |                 | [ ۱ ] |
| ۱ سپتامبر ۱۰۷۴  | ۰۲:۰۱:۱۹           | ۳۷         | خورشیدگرفتگی | ۰.۹۳۲۱ | ۰۹ دقیقه و ۱۳ ثانیه | ۰°۲۴′جنوبی ۱۰۲°۱۸′غربی / ۰٫۴°جنوبی ۱۰۲٫۳°غربی   | ۲۶۱ کیلومتر (۱۶۲ مایل) |                 | [ ۱ ] |
| ۲۵ فوریه ۱۰۷۳   | ۲۳:۰۳:۳۵           | ۴۲         | خورشیدگرفتگی | ۱.۰۴۹۵ | ۰۳ دقیقه و ۴۵ ثانیه | ۴۶°۵۴′جنوبی ۳۸°۰۶′غربی / ۴۶٫۹°جنوبی ۳۸٫۱°غربی   | ۲۰۱ کیلومتر (۱۲۵ مایل) |                 | [ ۱ ] |
| ۲۰ اوت ۱۰۷۳     | ۰۴:۰۸:۴۷           | ۴۷         | خورشیدگرفتگی | ۰.۹۶۷۳ | ۰۳ دقیقه و ۰۸ ثانیه | ۴۵°۱۸′شمالی ۱۲۲°۱۲′غربی / ۴۵٫۳°شمالی ۱۲۲٫۲°غربی | ۱۳۵ کیلومتر (۸۴ مایل)  |                 | [ ۱ ] |
| ۱۵ ژانویه ۱۰۷۲  | ۲۲:۳۲:۲۱           | ۱۴         | خورشیدگرفتگی | ۰.۱۴۷۳ | —                   | ۶۷°۱۲′شمالی ۴۸°۰۰′غربی / ۶۷٫۲°شمالی ۴۸٫۰°غربی   | —                      |                 | [ ۱ ] |
| ۱۴ فوریه ۱۰۷۲   | ۱۲:۱۰:۰۴           | ۵۲         | خورشیدگرفتگی | ۰.۳۶۳۲ | —                   | ۶۹°۴۸′جنوبی ۱۰۴°۳۰′غربی / ۶۹٫۸°جنوبی ۱۰۴٫۵°غربی | —                      |                 | [ ۱ ] |
| ۱۱ ژوئیه ۱۰۷۲   | ۰۴:۴۱:۲۱           | ۱۹         | خورشیدگرفتگی | ۰.۲۴۷۰ | —                   | ۶۶°۱۸′جنوبی ۱۳۴°۳۰′غربی / ۶۶٫۳°جنوبی ۱۳۴٫۵°غربی | —                      |                 | [ ۱ ] |
| ۹ اوت ۱۰۷۲      | ۱۳:۳۱:۴۴           | ۵۷         | خورشیدگرفتگی | ۰.۶۴۰۴ | —                   | ۶۹°۰۰′شمالی ۱۱۶°۴۸′غربی / ۶۹٫۰°شمالی ۱۱۶٫۸°غربی | —                      |                 | [ ۱ ] |
| ۵ ژانویه ۱۰۷۱   | ۰۰:۳۷:۰۹           | ۲۴         | خورشیدگرفتگی | ۰.۹۱۷۵ | ۱۰ دقیقه و ۲۶ ثانیه | ۳۱°۴۸′شمالی ۷۳°۰۶′غربی / ۳۱٫۸°شمالی ۷۳٫۱°غربی   | ۵۵۲ کیلومتر (۳۴۳ مایل) |                 | [ ۱ ] |
| ۳۰ ژوئن ۱۰۷۱    | ۲۱:۳۵:۳۸           | ۲۹         | خورشیدگرفتگی | ۱.۰۷۲۹ | ۰۶ دقیقه و ۳۷ ثانیه | ۱۷°۴۸′جنوبی ۲۹°۳۶′غربی / ۱۷٫۸°جنوبی ۲۹٫۶°غربی   | ۳۱۷ کیلومتر (۱۹۷ مایل) |                 | [ ۱ ] |
| ۲۴ دسامبر ۱۰۷۱  | ۲۳:۴۹:۳۷           | ۳۴         | خورشیدگرفتگی | ۰.۹۲۸۶ | ۰۹ دقیقه و ۳۵ ثانیه | ۱۶°۰۶′جنوبی ۶۴°۴۲′غربی / ۱۶٫۱°جنوبی ۶۴٫۷°غربی   | ۲۷۰ کیلومتر (۱۷۰ مایل) |                 | [ ۱ ] |
| ۲۰ ژوئن ۱۰۷۰    | ۱۳:۴۰:۰۷           | ۳۹         | خورشیدگرفتگی | ۱.۰۴۶۳ | ۰۴ دقیقه و ۱۶ ثانیه | ۲۷°۳۰′شمالی ۸۲°۴۸′شرقی / ۲۷٫۵°شمالی ۸۲٫۸°شرقی   | ۱۵۵ کیلومتر (۹۶ مایل)  |                 | [ ۱ ] |
| ۱۴ دسامبر ۱۰۷۰  | ۰۳:۴۲:۱۶           | ۴۴         | خورشیدگرفتگی | ۰.۹۷۰۳ | ۰۲ دقیقه و ۲۹ ثانیه | ۵۵°۳۶′جنوبی ۱۳۸°۳۶′غربی / ۵۵٫۶°جنوبی ۱۳۸٫۶°غربی | ۱۲۹ کیلومتر (۸۰ مایل)  |                 | [ ۱ ] |
| ۹ ژوئن ۱۰۶۹     | ۰۰:۲۹:۴۴           | ۴۹         | خورشیدگرفتگی | ۰.۹۸۳۱ | ۰۱ دقیقه و ۰۷ ثانیه | ۷۴°۴۲′شمالی ۱۴۲°۰۶′غربی / ۷۴٫۷°شمالی ۱۴۲٫۱°غربی | ۱۲۷ کیلومتر (۷۹ مایل)  |                 | [ ۱ ] |
| ۳ نوامبر ۱۰۶۹   | ۰۳:۳۵:۴۴           | ۱۶         | خورشیدگرفتگی | ۰.۰۷۴۷ | —                   | ۶۱°۳۰′شمالی ۵۹°۳۰′غربی / ۶۱٫۵°شمالی ۵۹٫۵°غربی   | —                      |                 | [ ۱ ] |
| ۲ دسامبر ۱۰۶۹   | ۱۴:۴۷:۰۸           | ۵۴         | خورشیدگرفتگی | ۰.۶۲۱۰ | —                   | ۶۳°۰۶′جنوبی ۷۱°۱۸′غربی / ۶۳٫۱°جنوبی ۷۱٫۳°غربی   | —                      |                 | [ ۱ ] |
| ۲۹ آوریل ۱۰۶۸   | ۱۳:۲۲:۵۰           | ۲۱         | خورشیدگرفتگی | ۰.۶۹۵۳ | —                   | ۶۱°۰۶′جنوبی ۱۵۸°۲۴′شرقی / ۶۱٫۱°جنوبی ۱۵۸٫۴°شرقی | —                      |                 | [ ۱ ] |
| ۲۳ اکتبر ۱۰۶۸   | ۱۹:۱۸:۳۶           | ۲۶         | خورشیدگرفتگی | ۱.۰۳۰۱ | ۰۲ دقیقه و ۱۳ ثانیه | ۴۲°۱۸′شمالی ۳۱°۱۲′شرقی / ۴۲٫۳°شمالی ۳۱٫۲°شرقی   | ۱۹۰ کیلومتر (۱۲۰ مایل) |                 | [ ۱ ] |
| ۱۸ آوریل ۱۰۶۷   | ۱۵:۱۵:۱۳           | ۳۱         | خورشیدگرفتگی | ۰.۹۷۲۲ | ۰۲ دقیقه و ۵۶ ثانیه | ۱۲°۳۶′جنوبی ۷۲°۱۲′شرقی / ۱۲٫۶°جنوبی ۷۲٫۲°شرقی   | ۱۰۶ کیلومتر (۶۶ مایل)  |                 | [ ۱ ] |
| ۱۳ اکتبر ۱۰۶۷   | ۰۸:۱۲:۳۹           | ۳۶         | خورشیدگرفتگی | ۰.۹۹۲۹ | ۰۰ دقیقه و ۴۱ ثانیه | ۵°۱۲′شمالی ۱۷۰°۲۴′شرقی / ۵٫۲°شمالی ۱۷۰٫۴°شرقی   | ۲۵ کیلومتر (۱۶ مایل)   |                 | [ ۱ ] |
| ۷ آوریل ۱۰۶۶    | ۲۳:۳۸:۱۳           | ۴۱         | خورشیدگرفتگی | ۱.۰۲۴۲ | ۰۲ دقیقه و ۰۶ ثانیه | ۲۳°۳۰′شمالی ۷۵°۳۶′غربی / ۲۳٫۵°شمالی ۷۵٫۶°غربی   | ۸۹ کیلومتر (۵۵ مایل)   |                 | [ ۱ ] |
| ۲ اکتبر ۱۰۶۶    | ۱۴:۲۸:۲۱           | ۴۶         | خورشیدگرفتگی | ۰.۹۴۰۷ | ۰۶ دقیقه و ۰۳ ثانیه | ۲۸°۰۰′جنوبی ۵۴°۱۸′شرقی / ۲۸٫۰°جنوبی ۵۴٫۳°شرقی   | ۲۵۷ کیلومتر (۱۶۰ مایل) |                 | [ ۱ ] |
| ۲۷ فوریه ۱۰۶۵   | ۰۶:۲۶:۴۸           | ۱۳         | خورشیدگرفتگی | ۰.۱۹۲۱ | —                   | ۶۱°۳۰′جنوبی ۴۸°۱۲′غربی / ۶۱٫۵°جنوبی ۴۸٫۲°غربی   | —                      |                 | [ ۱ ] |
| ۲۷ مارس ۱۰۶۵    | ۱۴:۱۷:۵۰           | ۵۱         | خورشیدگرفتگی | ۰.۷۹۲۵ | —                   | ۶۰°۴۲′شمالی ۹°۲۴′غربی / ۶۰٫۷°شمالی ۹٫۴°غربی     | —                      |                 | [ ۱ ] |
| ۲۰ سپتامبر ۱۰۶۵ | ۱۴:۳۸:۰۶           | ۵۶         | خورشیدگرفتگی | ۰.۵۲۱۹ | —                   | ۶۰°۳۶′جنوبی ۱۰°۴۲′غربی / ۶۰٫۶°جنوبی ۱۰٫۷°غربی   | —                      |                 | [ ۱ ] |
| ۱۵ فوریه ۱۰۶۴   | ۲۲:۲۵:۱۵           | ۲۳         | خورشیدگرفتگی | ۱.۰۳۲۰ | ۰۲ دقیقه و ۰۷ ثانیه | ۵۸°۱۲′جنوبی ۶°۰۰′غربی / ۵۸٫۲°جنوبی ۶٫۰°غربی     | ۱۶۵ کیلومتر (۱۰۳ مایل) |                 | [ ۱ ] |
| ۱۱ اوت ۱۰۶۴     | ۰۱:۱۲:۴۳           | ۲۸         | خورشیدگرفتگی | ۰.۹۷۷۰ | ۰۱ دقیقه و ۲۷ ثانیه | ۷۰°۴۸′شمالی ۶°۳۰′غربی / ۷۰٫۸°شمالی ۶٫۵°غربی     | ۲۳۰ کیلومتر (۱۴۰ مایل) |                 | [ ۱ ] |
| ۵ فوریه ۱۰۶۳    | ۰۹:۴۱:۱۲           | ۳۳         | خورشیدگرفتگی | ۰.۹۸۰۶ | ۰۲ دقیقه و ۰۲ ثانیه | ۲۱°۳۶′جنوبی ۱۵۰°۳۶′شرقی / ۲۱٫۶°جنوبی ۱۵۰٫۶°شرقی | ۶۹ کیلومتر (۴۳ مایل)   |                 | [ ۱ ] |
| ۳۱ ژوئیه ۱۰۶۳   | ۱۲:۴۱:۰۳           | ۳۸         | خورشیدگرفتگی | ۱.۰۴۵۲ | ۰۳ دقیقه و ۵۶ ثانیه | ۲۹°۳۶′شمالی ۱۰۳°۱۲′شرقی / ۲۹٫۶°شمالی ۱۰۳٫۲°شرقی | ۱۵۲ کیلومتر (۹۴ مایل)  |                 | [ ۱ ] |
| ۲۵ ژانویه ۱۰۶۲  | ۱۳:۳۰:۵۳           | ۴۳         | خورشیدگرفتگی | ۰.۹۲۹۵ | ۰۸ دقیقه و ۵۶ ثانیه | ۲۰°۵۴′شمالی ۷۹°۱۸′شرقی / ۲۰٫۹°شمالی ۷۹٫۳°شرقی   | ۳۶۱ کیلومتر (۲۲۴ مایل) |                 | [ ۱ ] |
| ۲۱ ژوئیه ۱۰۶۲   | ۰۴:۵۶:۵۶           | ۴۸         | خورشیدگرفتگی | ۱.۰۷۰۹ | ۰۶ دقیقه و ۲۸ ثانیه | ۱۱°۳۶′جنوبی ۱۵۱°۴۲′غربی / ۱۱٫۶°جنوبی ۱۵۱٫۷°غربی | ۲۸۱ کیلومتر (۱۷۵ مایل) |                 | [ ۱ ] |
| ۱۴ ژانویه ۱۰۶۱  | ۱۲:۵۴:۱۶           | ۵۳         | خورشیدگرفتگی | ۰.۳۱۲۴ | —                   | ۶۴°۱۲′شمالی ۷۱°۱۸′شرقی / ۶۴٫۲°شمالی ۷۱٫۳°شرقی   | —                      |                 | [ ۱ ] |
| ۱۰ ژوئن ۱۰۶۱    | ۱۲:۵۸:۴۵           | ۲۰         | خورشیدگرفتگی | ۰.۵۱۳۴ | —                   | ۶۷°۴۲′شمالی ۷۶°۵۴′غربی / ۶۷٫۷°شمالی ۷۶٫۹°غربی   | —                      |                 | [ ۱ ] |
| ۹ ژوئیه ۱۰۶۱    | ۲۱:۲۶:۲۴           | ۵۸         | خورشیدگرفتگی | ۰.۴۰۶۷ | —                   | ۶۵°۰۰′جنوبی ۵۱°۵۴′غربی / ۶۵٫۰°جنوبی ۵۱٫۹°غربی   | —                      |                 | [ ۱ ] |
| ۴ دسامبر ۱۰۶۱   | ۰۰:۴۹:۱۲           | ۲۵         | خورشیدگرفتگی | ۰.۹۸۰۳ | ۰۱ دقیقه و ۱۷ ثانیه | ۸۰°۴۲′جنوبی ۱۱۶°۰۶′غربی / ۸۰٫۷°جنوبی ۱۱۶٫۱°غربی | ۱۴۵ کیلومتر (۹۰ مایل)  |                 | [ ۱ ] |
| ۳۰ مه ۱۰۶۰      | ۲۱:۴۹:۳۵           | ۳۰         | خورشیدگرفتگی | ۰.۹۷۵۵ | ۰۲ دقیقه و ۱۵ ثانیه | ۵۲°۰۶′شمالی ۴۶°۲۴′غربی / ۵۲٫۱°شمالی ۴۶٫۴°غربی   | ۱۰۴ کیلومتر (۶۵ مایل)  |                 | [ ۱ ] |
| ۲۳ نوامبر ۱۰۶۰  | ۱۳:۳۰:۳۲           | ۳۵         | خورشیدگرفتگی | ۱.۰۳۶۰ | ۰۳ دقیقه و ۱۵ ثانیه | ۲۷°۴۸′جنوبی ۸۳°۱۸′شرقی / ۲۷٫۸°جنوبی ۸۳٫۳°شرقی   | ۱۲۳ کیلومتر (۷۶ مایل)  |                 | [ ۱ ] |
| ۱۹ مه ۱۰۵۹      | ۲۳:۵۹:۱۷           | ۴۰         | خورشیدگرفتگی | ۰.۹۴۹۶ | ۰۶ دقیقه و ۵۲ ثانیه | ۳°۴۸′شمالی ۶۹°۳۶′غربی / ۳٫۸°شمالی ۶۹٫۶°غربی     | ۱۹۰ کیلومتر (۱۲۰ مایل) |                 | [ ۱ ] |
| ۱۳ نوامبر ۱۰۵۹  | ۰۵:۰۷:۳۵           | ۴۵         | خورشیدگرفتگی | ۱.۰۴۰۴ | ۰۳ دقیقه و ۴۷ ثانیه | ۱۴°۱۸′شمالی ۱۴۳°۰۶′غربی / ۱۴٫۳°شمالی ۱۴۳٫۱°غربی | ۱۵۶ کیلومتر (۹۷ مایل)  |                 | [ ۱ ] |
| ۹ مه ۱۰۵۸       | ۰۱:۰۹:۵۰           | ۵۰         | خورشیدگرفتگی | ۰.۹۵۲۷ | ۰۳ دقیقه و ۴۷ ثانیه | ۶۶°۱۸′جنوبی ۵۳°۱۸′غربی / ۶۶٫۳°جنوبی ۵۳٫۳°غربی   | —                      |                 | [ ۱ ] |
| ۲ نوامبر ۱۰۵۸   | ۱۸:۵۹:۰۵           | ۵۵         | خورشیدگرفتگی | ۰.۶۰۱۶ | —                   | ۷۰°۴۲′شمالی ۵۵°۳۰′شرقی / ۷۰٫۷°شمالی ۵۵٫۵°شرقی   | —                      |                 | [ ۱ ] |
| ۲۸ مارس ۱۰۵۷    | ۲۲:۴۱:۱۷           | ۲۲         | خورشیدگرفتگی | ۱.۰۲۷۲ | ۰۱ دقیقه و ۴۹ ثانیه | ۶۳°۱۸′شمالی ۸۹°۳۰′غربی / ۶۳٫۳°شمالی ۸۹٫۵°غربی   | ۲۷۸ کیلومتر (۱۷۳ مایل) |                 | [ ۱ ] |
| ۲۲ سپتامبر ۱۰۵۷ | ۰۹:۴۸:۳۰           | ۲۷         | خورشیدگرفتگی | ۰.۹۲۴۰ | ۰۶ دقیقه و ۱۶ ثانیه | ۶۴°۳۰′جنوبی ۹۸°۴۸′شرقی / ۶۴٫۵°جنوبی ۹۸٫۸°شرقی   | ۱۴۰ کیلومتر (۸۷ مایل)  |                 | [ ۱ ] |
| ۱۸ مارس ۱۰۵۶    | ۱۴:۲۱:۴۷           | ۳۲         | خورشیدگرفتگی | ۱.۰۷۰۶ | ۰۶ دقیقه و ۱۷ ثانیه | ۵°۳۰′شمالی ۷۴°۰۰′شرقی / ۵٫۵°شمالی ۷۴٫۰°شرقی     | ۲۳۴ کیلومتر (۱۴۵ مایل) |                 | [ ۱ ] |
| ۱۱ سپتامبر ۱۰۵۶ | ۰۹:۲۱:۴۹           | ۳۷         | خورشیدگرفتگی | ۰.۹۲۹۷ | ۰۹ دقیقه و ۲۰ ثانیه | ۶°۳۰′جنوبی ۱۴۴°۴۲′شرقی / ۶٫۵°جنوبی ۱۴۴٫۷°شرقی   | ۲۷۳ کیلومتر (۱۷۰ مایل) |                 | [ ۱ ] |
| ۸ مارس ۱۰۵۵     | ۰۶:۵۹:۲۸           | ۴۲         | خورشیدگرفتگی | ۱.۰۵۱۱ | ۰۴ دقیقه و ۰۴ ثانیه | ۳۹°۴۸′جنوبی ۱۶۰°۰۰′غربی / ۳۹٫۸°جنوبی ۱۶۰٫۰°غربی | ۲۰۰ کیلومتر (۱۲۰ مایل) |                 | [ ۱ ] |
| ۳۱ اوت ۱۰۵۵     | ۱۱:۴۰:۳۸           | ۴۷         | خورشیدگرفتگی | ۰.۹۶۷۵ | ۰۳ دقیقه و ۱۵ ثانیه | ۳۸°۴۸′شمالی ۱۲۳°۱۲′شرقی / ۳۸٫۸°شمالی ۱۲۳٫۲°شرقی | ۱۳۱ کیلومتر (۸۱ مایل)  |                 | [ ۱ ] |
| ۲۷ ژانویه ۱۰۵۴  | ۰۶:۲۷:۴۲           | ۱۴         | خورشیدگرفتگی | ۰.۱۰۲۰ | —                   | ۶۸°۱۲′شمالی ۱۷۹°۳۰′غربی / ۶۸٫۲°شمالی ۱۷۹٫۵°غربی | —                      |                 | [ ۱ ] |
| ۲۵ فوریه ۱۰۵۴   | ۱۹:۵۴:۴۳           | ۵۲         | خورشیدگرفتگی | ۰.۴۲۵۴ | —                   | ۷۰°۳۰′جنوبی ۱۲۵°۰۶′شرقی / ۷۰٫۵°جنوبی ۱۲۵٫۱°شرقی | —                      |                 | [ ۱ ] |
| ۲۲ ژوئیه ۱۰۵۴   | ۱۲:۱۷:۳۳           | ۱۹         | خورشیدگرفتگی | ۰.۱۴۱۲ | —                   | ۶۷°۱۸′جنوبی ۹۹°۱۲′شرقی / ۶۷٫۳°جنوبی ۹۹٫۲°شرقی   | —                      |                 | [ ۱ ] |
| ۲۰ اوت ۱۰۵۴     | ۲۱:۲۰:۱۱           | ۵۷         | خورشیدگرفتگی | ۰.۷۲۸۶ | —                   | ۶۹°۵۴′شمالی ۱۱۲°۳۰′شرقی / ۶۹٫۹°شمالی ۱۱۲٫۵°شرقی | —                      |                 | [ ۱ ] |
| ۱۶ ژانویه ۱۰۵۳  | ۰۸:۲۱:۳۹           | ۲۴         | خورشیدگرفتگی | ۰.۹۱۸۶ | ۱۰ دقیقه و ۰۳ ثانیه | ۳۴°۴۲′شمالی ۱۶۵°۵۴′شرقی / ۳۴٫۷°شمالی ۱۶۵٫۹°شرقی | ۵۷۳ کیلومتر (۳۵۶ مایل) |                 | [ ۱ ] |
| ۱۱ ژوئیه ۱۰۵۳   | ۰۵:۱۰:۰۶           | ۲۹         | خورشیدگرفتگی | ۱.۰۶۸۹ | ۰۶ دقیقه و ۰۹ ثانیه | ۲۳°۳۶′جنوبی ۱۴۶°۵۴′غربی / ۲۳٫۶°جنوبی ۱۴۶٫۹°غربی | ۳۳۰ کیلومتر (۲۱۰ مایل) |                 | [ ۱ ] |
| ۴ ژانویه ۱۰۵۲   | ۰۷:۴۵:۱۰           | ۳۴         | خورشیدگرفتگی | ۰.۹۳۲۱ | ۰۹ دقیقه و ۱۳ ثانیه | ۱۵°۲۴′جنوبی ۱۷۵°۴۲′شرقی / ۱۵٫۴°جنوبی ۱۷۵٫۷°شرقی | ۲۵۶ کیلومتر (۱۵۹ مایل) |                 | [ ۱ ] |
| ۳۰ ژوئن ۱۰۵۲    | ۲۰:۵۶:۳۹           | ۳۹         | خورشیدگرفتگی | ۱.۰۴۱۴ | ۰۳ دقیقه و ۵۹ ثانیه | ۲۴°۰۰′شمالی ۲۶°۰۶′غربی / ۲۴٫۰°شمالی ۲۶٫۱°غربی   | ۱۳۹ کیلومتر (۸۶ مایل)  |                 | [ ۱ ] |
| ۲۴ دسامبر ۱۰۵۲  | ۱۲:۰۵:۱۸           | ۴۴         | خورشیدگرفتگی | ۰.۹۷۴۸ | ۰۲ دقیقه و ۰۶ ثانیه | ۵۷°۰۰′جنوبی ۱۰۰°۰۶′شرقی / ۵۷٫۰°جنوبی ۱۰۰٫۱°شرقی | ۱۰۸ کیلومتر (۶۷ مایل)  |                 | [ ۱ ] |
| ۲۰ ژوئن ۱۰۵۱    | ۰۷:۱۵:۰۶           | ۴۹         | خورشیدگرفتگی | ۰.۹۸۰۶ | ۰۱ دقیقه و ۲۲ ثانیه | ۷۳°۴۲′شمالی ۱۴۴°۴۲′شرقی / ۷۳٫۷°شمالی ۱۴۴٫۷°شرقی | ۱۱۶ کیلومتر (۷۲ مایل)  |                 | [ ۱ ] |
| ۱۴ نوامبر ۱۰۵۱  | ۱۲:۲۷:۱۰           | ۱۶         | خورشیدگرفتگی | ۰.۰۷۴۴ | —                   | ۶۲°۰۰′شمالی ۱۵۷°۱۸′شرقی / ۶۲٫۰°شمالی ۱۵۷٫۳°شرقی | —                      |                 | [ ۱ ] |
| ۱۳ دسامبر ۱۰۵۱  | ۲۳:۳۲:۴۶           | ۵۴         | خورشیدگرفتگی | ۰.۶۲۹۵ | —                   | ۶۴°۰۰′جنوبی ۱۴۶°۲۴′شرقی / ۶۴٫۰°جنوبی ۱۴۶٫۴°شرقی | —                      |                 | [ ۱ ] |
| ۱۰ مه ۱۰۵۰      | ۱۹:۴۲:۴۱           | ۲۱         | خورشیدگرفتگی | ۰.۵۴۹۰ | —                   | ۶۱°۳۶′جنوبی ۵۳°۰۶′شرقی / ۶۱٫۶°جنوبی ۵۳٫۱°شرقی   | —                      |                 | [ ۱ ] |
| ۴ نوامبر ۱۰۵۰   | ۰۴:۰۴:۲۷           | ۲۶         | خورشیدگرفتگی | ۱.۰۲۶۹ | ۰۲ دقیقه و ۰۴ ثانیه | ۴۰°۱۸′شمالی ۱۰۵°۰۰′غربی / ۴۰٫۳°شمالی ۱۰۵٫۰°غربی | ۱۷۴ کیلومتر (۱۰۸ مایل) |                 | [ ۱ ] |
| ۲۸ آوریل ۱۰۴۹   | ۲۱:۵۶:۱۴           | ۳۱         | خورشیدگرفتگی | ۰.۹۷۶۰ | ۰۲ دقیقه و ۳۳ ثانیه | ۱۳°۲۴′جنوبی ۲۸°۴۲′غربی / ۱۳٫۴°جنوبی ۲۸٫۷°غربی   | ۹۵ کیلومتر (۵۹ مایل)   |                 | [ ۱ ] |
| ۲۳ اکتبر ۱۰۴۹   | ۱۶:۳۸:۰۳           | ۳۶         | خورشیدگرفتگی | ۰.۹۸۸۰ | ۰۱ دقیقه و ۱۱ ثانیه | ۱°۲۴′شمالی ۴۲°۱۲′شرقی / ۱٫۴°شمالی ۴۲٫۲°شرقی     | ۴۳ کیلومتر (۲۷ مایل)   |                 | [ ۱ ] |
| ۱۸ آوریل ۱۰۴۸   | ۰۶:۵۱:۱۸           | ۴۱         | خورشیدگرفتگی | ۱.۰۳۰۳ | ۰۲ دقیقه و ۳۶ ثانیه | ۲۴°۰۰′شمالی ۱۷۶°۰۶′شرقی / ۲۴٫۰°شمالی ۱۷۶٫۱°شرقی | ۱۰۸ کیلومتر (۶۷ مایل)  |                 | [ ۱ ] |
| ۱۲ اکتبر ۱۰۴۸   | ۲۲:۲۳:۳۶           | ۴۶         | خورشیدگرفتگی | ۰.۹۳۶۴ | ۰۶ دقیقه و ۲۳ ثانیه | ۳۱°۳۶′جنوبی ۶۶°۳۶′غربی / ۳۱٫۶°جنوبی ۶۶٫۶°غربی   | ۲۷۴ کیلومتر (۱۷۰ مایل) |                 | [ ۱ ] |
| ۹ مارس ۱۰۴۷     | ۱۴:۲۴:۳۹           | ۱۳         | خورشیدگرفتگی | ۰.۱۰۳۶ | —                   | ۶۱°۰۶′جنوبی ۱۷۷°۵۴′غربی / ۶۱٫۱°جنوبی ۱۷۷٫۹°غربی | —                      |                 | [ ۱ ] |
| ۷ آوریل ۱۰۴۷    | ۲۱:۵۳:۴۳           | ۵۱         | خورشیدگرفتگی | ۰.۹۱۶۵ | —                   | ۶۰°۴۲′شمالی ۱۳۳°۲۴′غربی / ۶۰٫۷°شمالی ۱۳۳٫۴°غربی | —                      |                 | [ ۱ ] |
| ۱ اکتبر ۱۰۴۷    | ۲۲:۱۵:۱۲           | ۵۶         | خورشیدگرفتگی | ۰.۵۶۱۸ | —                   | ۶۰°۳۰′جنوبی ۱۳۵°۰۰′غربی / ۶۰٫۵°جنوبی ۱۳۵٫۰°غربی | —                      |                 | [ ۱ ] |
| ۲۷ فوریه ۱۰۴۶   | ۰۶:۲۳:۲۲           | ۲۳         | خورشیدگرفتگی | ۱.۰۳۱۵ | ۰۲ دقیقه و ۰۵ ثانیه | ۵۶°۲۴′جنوبی ۱۲۲°۴۲′غربی / ۵۶٫۴°جنوبی ۱۲۲٫۷°غربی | ۱۷۷ کیلومتر (۱۱۰ مایل) |                 | [ ۱ ] |
| ۲۲ اوت ۱۰۴۶     | ۰۸:۴۴:۵۶           | ۲۸         | خورشیدگرفتگی | ۰.۹۷۴۸ | ۰۱ دقیقه و ۳۱ ثانیه | ۶۶°۵۴′شمالی ۱۰۵°۳۶′غربی / ۶۶٫۹°شمالی ۱۰۵٫۶°غربی | ۴۲۷ کیلومتر (۲۶۵ مایل) |                 | [ ۱ ] |
| ۱۶ فوریه ۱۰۴۵   | ۱۷:۲۶:۵۳           | ۳۳         | خورشیدگرفتگی | ۰.۹۸۰۵ | ۰۲ دقیقه و ۰۰ ثانیه | ۲۰°۱۸′جنوبی ۳۳°۵۴′شرقی / ۲۰٫۳°جنوبی ۳۳٫۹°شرقی   | ۷۰ کیلومتر (۴۳ مایل)   |                 | [ ۱ ] |
| ۱۰ اوت ۱۰۴۵     | ۲۰:۲۶:۵۶           | ۳۸         | خورشیدگرفتگی | ۱.۰۴۴۷ | ۰۳ دقیقه و ۴۷ ثانیه | ۲۹°۴۸′شمالی ۱۲°۳۶′غربی / ۲۹٫۸°شمالی ۱۲٫۶°غربی   | ۱۵۲ کیلومتر (۹۴ مایل)  |                 | [ ۱ ] |
| ۴ فوریه ۱۰۴۴    | ۲۱:۰۲:۲۹           | ۴۳         | خورشیدگرفتگی | ۰.۹۳۱۳ | ۰۸ دقیقه و ۲۸ ثانیه | ۲۰°۱۲′شمالی ۳۶°۳۰′غربی / ۲۰٫۲°شمالی ۳۶٫۵°غربی   | ۳۳۶ کیلومتر (۲۰۹ مایل) |                 | [ ۱ ] |
| ۳۱ ژوئیه ۱۰۴۴   | ۱۲:۴۳:۱۴           | ۴۸         | خورشیدگرفتگی | ۱.۰۶۸۷ | ۰۶ دقیقه و ۱۱ ثانیه | ۹°۰۰′جنوبی ۸۹°۳۰′شرقی / ۹٫۰°جنوبی ۸۹٫۵°شرقی     | ۲۶۰ کیلومتر (۱۶۰ مایل) |                 | [ ۱ ] |
| ۲۴ ژانویه ۱۰۴۳  | ۲۰:۳۲:۳۰           | ۵۳         | خورشیدگرفتگی | ۰.۳۵۳۵ | —                   | ۶۳°۱۸′شمالی ۵۴°۱۲′غربی / ۶۳٫۳°شمالی ۵۴٫۲°غربی   | —                      |                 | [ ۱ ] |
| ۲۱ ژوئن ۱۰۴۳    | ۲۰:۰۵:۰۰           | ۲۰         | خورشیدگرفتگی | ۰.۳۶۹۵ | —                   | ۶۶°۴۲′شمالی ۱۶۴°۱۸′شرقی / ۶۶٫۷°شمالی ۱۶۴٫۳°شرقی | —                      |                 | [ ۱ ] |
| ۲۱ ژوئیه ۱۰۴۳   | ۰۴:۵۶:۳۰           | ۵۸         | خورشیدگرفتگی | ۰.۵۱۶۳ | —                   | ۶۴°۰۶′جنوبی ۱۷۵°۴۲′غربی / ۶۴٫۱°جنوبی ۱۷۵٫۷°غربی | —                      |                 | [ ۱ ] |
| ۱۵ دسامبر ۱۰۴۳  | ۰۹:۲۲:۵۰           | ۲۵         | خورشیدگرفتگی | ۰.۹۸۴۲ | ۰۱ دقیقه و ۰۰ ثانیه | ۸۳°۴۲′جنوبی ۱۳۷°۴۸′شرقی / ۸۳٫۷°جنوبی ۱۳۷٫۸°شرقی | ۱۱۵ کیلومتر (۷۱ مایل)  |                 | [ ۱ ] |
| ۱۱ ژوئن ۱۰۴۲    | ۰۴:۲۵:۵۲           | ۳۰         | خورشیدگرفتگی | ۰.۹۷۱۰ | ۰۲ دقیقه و ۳۰ ثانیه | ۶۰°۱۸′شمالی ۱۴۴°۳۶′غربی / ۶۰٫۳°شمالی ۱۴۴٫۶°غربی | ۱۳۳ کیلومتر (۸۳ مایل)  |                 | [ ۱ ] |
| ۴ دسامبر ۱۰۴۲   | ۲۲:۲۱:۱۸           | ۳۵         | خورشیدگرفتگی | ۱.۰۳۸۰ | ۰۳ دقیقه و ۲۳ ثانیه | ۳۰°۳۰′جنوبی ۴۹°۱۸′غربی / ۳۰٫۵°جنوبی ۴۹٫۳°غربی   | ۱۲۹ کیلومتر (۸۰ مایل)  |                 | [ ۱ ] |
| ۳۰ مه ۱۰۴۱      | ۰۶:۱۷:۲۰           | ۴۰         | خورشیدگرفتگی | ۰.۹۴۹۵ | ۰۶ دقیقه و ۵۳ ثانیه | ۱۱°۳۰′شمالی ۱۶۷°۰۶′غربی / ۱۱٫۵°شمالی ۱۶۷٫۱°غربی | ۱۸۷ کیلومتر (۱۱۶ مایل) |                 | [ ۱ ] |
| ۲۳ نوامبر ۱۰۴۱  | ۱۴:۰۰:۱۸           | ۴۵         | خورشیدگرفتگی | ۱.۰۳۹۰ | ۰۳ دقیقه و ۴۵ ثانیه | ۱۱°۲۴′شمالی ۸۱°۰۰′شرقی / ۱۱٫۴°شمالی ۸۱٫۰°شرقی   | ۱۵۱ کیلومتر (۹۴ مایل)  |                 | [ ۱ ] |
| ۱۹ مه ۱۰۴۰      | ۰۷:۳۹:۴۲           | ۵۰         | خورشیدگرفتگی | ۰.۹۶۰۶ | ۰۳ دقیقه و ۵۴ ثانیه | ۴۶°۴۸′جنوبی ۱۷۴°۰۰′غربی / ۴۶٫۸°جنوبی ۱۷۴٫۰°غربی | ۳۳۸ کیلومتر (۲۱۰ مایل) |                 | [ ۱ ] |
| ۱۳ نوامبر ۱۰۴۰  | ۰۳:۳۶:۴۹           | ۵۵         | خورشیدگرفتگی | ۰.۵۹۶۲ | —                   | ۷۰°۰۰′شمالی ۸۸°۲۴′غربی / ۷۰٫۰°شمالی ۸۸٫۴°غربی   | —                      |                 | [ ۱ ] |
| ۹ آوریل ۱۰۳۹    | ۰۶:۰۶:۲۶           | ۲۲         | خورشیدگرفتگی | ۱.۰۰۳۴ | —                   | ۷۱°۳۶′شمالی ۹۷°۲۴′شرقی / ۷۱٫۶°شمالی ۹۷٫۴°شرقی   | —                      |                 | [ ۱ ] |
| ۳ اکتبر ۱۰۳۹    | ۱۷:۳۱:۴۱           | ۲۷         | خورشیدگرفتگی | ۰.۹۱۸۲ | ۰۶ دقیقه و ۰۷ ثانیه | ۷۰°۳۶′جنوبی ۴۳°۲۴′غربی / ۷۰٫۶°جنوبی ۴۳٫۴°غربی   | —                      |                 | [ ۱ ] |
| ۲۹ مارس ۱۰۳۸    | ۲۲:۰۵:۴۵           | ۳۲         | خورشیدگرفتگی | ۱.۰۷۳۷ | ۰۶ دقیقه و ۲۵ ثانیه | ۱۲°۵۴′شمالی ۴۵°۴۲′غربی / ۱۲٫۹°شمالی ۴۵٫۷°غربی   | ۲۴۶ کیلومتر (۱۵۳ مایل) |                 | [ ۱ ] |
| ۲۲ سپتامبر ۱۰۳۸ | ۱۶:۵۲:۵۸           | ۳۷         | خورشیدگرفتگی | ۰.۹۲۷۸ | ۰۹ دقیقه و ۲۱ ثانیه | ۱۲°۱۸′جنوبی ۲۹°۰۰′شرقی / ۱۲٫۳°جنوبی ۲۹٫۰°شرقی   | ۲۸۳ کیلومتر (۱۷۶ مایل) |                 | [ ۱ ] |
| ۱۸ مارس ۱۰۳۷    | ۱۴:۴۶:۵۰           | ۴۲         | خورشیدگرفتگی | ۱.۰۵۲۳ | ۰۴ دقیقه و ۲۲ ثانیه | ۳۲°۲۴′جنوبی ۷۹°۳۶′شرقی / ۳۲٫۴°جنوبی ۷۹٫۶°شرقی   | ۱۹۷ کیلومتر (۱۲۲ مایل) |                 | [ ۱ ] |
| ۱۰ سپتامبر ۱۰۳۷ | ۱۹:۲۲:۵۴           | ۴۷         | خورشیدگرفتگی | ۰.۹۶۷۷ | ۰۳ دقیقه و ۲۰ ثانیه | ۳۲°۳۰′شمالی ۵°۳۰′شرقی / ۳۲٫۵°شمالی ۵٫۵°شرقی     | ۱۲۸ کیلومتر (۸۰ مایل)  |                 | [ ۱ ] |
| ۶ فوریه ۱۰۳۶    | ۱۴:۱۳:۰۱           | ۱۴         | خورشیدگرفتگی | ۰.۰۴۴۴ | —                   | ۶۹°۱۲′شمالی ۵۰°۵۴′شرقی / ۶۹٫۲°شمالی ۵۰٫۹°شرقی   | —                      |                 | [ ۱ ] |
| ۸ مارس ۱۰۳۶     | ۰۳:۲۹:۰۸           | ۵۲         | خورشیدگرفتگی | ۰.۵۰۰۸ | —                   | ۷۱°۰۶′جنوبی ۳°۱۲′غربی / ۷۱٫۱°جنوبی ۳٫۲°غربی     | —                      |                 | [ ۱ ] |
| ۱ اوت ۱۰۳۶      | ۲۰:۰۱:۲۱           | ۱۹         | خورشیدگرفتگی | ۰.۰۴۶۹ | —                   | ۶۸°۱۲′جنوبی ۲۹°۲۴′غربی / ۶۸٫۲°جنوبی ۲۹٫۴°غربی   | —                      |                 | [ ۱ ] |
| ۳۱ اوت ۱۰۳۶     | ۰۵:۱۸:۳۵           | ۵۷         | خورشیدگرفتگی | ۰.۸۰۲۷ | —                   | ۷۰°۴۲′شمالی ۲۱°۲۴′غربی / ۷۰٫۷°شمالی ۲۱٫۴°غربی   | —                      |                 | [ ۱ ] |
| ۲۶ ژانویه ۱۰۳۵  | ۱۵:۵۵:۵۸           | ۲۴         | خورشیدگرفتگی | ۰.۹۱۹۹ | ۰۹ دقیقه و ۲۵ ثانیه | ۳۹°۱۸′شمالی ۴۶°۴۸′شرقی / ۳۹٫۳°شمالی ۴۶٫۸°شرقی   | ۶۱۳ کیلومتر (۳۸۱ مایل) |                 | [ ۱ ] |
| ۲۲ ژوئیه ۱۰۳۵   | ۱۲:۴۹:۵۹           | ۲۹         | خورشیدگرفتگی | ۱.۰۶۳۹ | ۰۵ دقیقه و ۳۲ ثانیه | ۳۰°۰۶′جنوبی ۹۳°۳۰′شرقی / ۳۰٫۱°جنوبی ۹۳٫۵°شرقی   | ۳۴۴ کیلومتر (۲۱۴ مایل) |                 | [ ۱ ] |
| ۱۵ ژانویه ۱۰۳۴  | ۱۵:۳۴:۰۹           | ۳۴         | خورشیدگرفتگی | ۰.۹۳۶۳ | ۰۸ دقیقه و ۴۰ ثانیه | ۱۳°۳۰′جنوبی ۵۷°۳۰′شرقی / ۱۳٫۵°جنوبی ۵۷٫۵°شرقی   | ۲۴۰ کیلومتر (۱۵۰ مایل) |                 | [ ۱ ] |
| ۱۲ ژوئیه ۱۰۳۴   | ۰۴:۱۶:۵۴           | ۳۹         | خورشیدگرفتگی | ۱.۰۳۵۸ | ۰۳ دقیقه و ۳۶ ثانیه | ۱۹°۵۴′شمالی ۱۳۶°۴۲′غربی / ۱۹٫۹°شمالی ۱۳۶٫۷°غربی | ۱۲۱ کیلومتر (۷۵ مایل)  |                 | [ ۱ ] |
| ۴ ژانویه ۱۰۳۳   | ۲۰:۲۴:۴۲           | ۴۴         | خورشیدگرفتگی | ۰.۹۷۹۹ | ۰۱ دقیقه و ۴۱ ثانیه | ۵۶°۴۸′جنوبی ۱۹°۴۲′غربی / ۵۶٫۸°جنوبی ۱۹٫۷°غربی   | ۸۵ کیلومتر (۵۳ مایل)   |                 | [ ۱ ] |
| ۳۰ ژوئن ۱۰۳۳    | ۱۴:۰۲:۳۸           | ۴۹         | خورشیدگرفتگی | ۰.۹۷۷۲ | ۰۱ دقیقه و ۴۴ ثانیه | ۷۰°۰۰′شمالی ۶۱°۳۰′شرقی / ۷۰٫۰°شمالی ۶۱٫۵°شرقی   | ۱۱۹ کیلومتر (۷۴ مایل)  |                 | [ ۱ ] |
| ۲۴ نوامبر ۱۰۳۳  | ۲۱:۲۱:۱۱           | ۱۶         | خورشیدگرفتگی | ۰.۰۷۶۷ | —                   | ۶۲°۴۲′شمالی ۱۳°۱۸′شرقی / ۶۲٫۷°شمالی ۱۳٫۳°شرقی   | —                      |                 | [ ۱ ] |
| ۲۴ دسامبر ۱۰۳۳  | ۰۸:۱۷:۰۸           | ۵۴         | خورشیدگرفتگی | ۰.۶۴۰۷ | —                   | ۶۵°۰۰′جنوبی ۴°۰۰′شرقی / ۶۵٫۰°جنوبی ۴٫۰°شرقی     | —                      |                 | [ ۱ ] |
| ۲۱ مه ۱۰۳۲      | ۰۱:۵۹:۲۸           | ۲۱         | خورشیدگرفتگی | ۰.۳۹۸۸ | —                   | ۶۲°۱۲′جنوبی ۵۱°۳۰′غربی / ۶۲٫۲°جنوبی ۵۱٫۵°غربی   | —                      |                 | [ ۱ ] |
| ۱۹ ژوئن ۱۰۳۲    | ۱۶:۵۲:۱۱           | ۵۹         | خورشیدگرفتگی | ۰.۰۷۲۵ | —                   | ۶۴°۲۴′شمالی ۱۲۰°۱۲′غربی / ۶۴٫۴°شمالی ۱۲۰٫۲°غربی | —                      |                 | [ ۱ ] |
| ۱۴ نوامبر ۱۰۳۲  | ۱۲:۵۴:۰۸           | ۲۶         | خورشیدگرفتگی | ۱.۰۲۴۳ | ۰۱ دقیقه و ۵۷ ثانیه | ۳۸°۲۴′شمالی ۱۱۷°۳۰′شرقی / ۳۸٫۴°شمالی ۱۱۷٫۵°شرقی | ۱۵۹ کیلومتر (۹۹ مایل)  |                 | [ ۱ ] |
| ۱۰ مه ۱۰۳۱      | ۰۴:۳۵:۱۶           | ۳۱         | خورشیدگرفتگی | ۰.۹۷۹۴ | ۰۲ دقیقه و ۱۴ ثانیه | ۱۵°۱۲′جنوبی ۱۲۹°۲۴′غربی / ۱۵٫۲°جنوبی ۱۲۹٫۴°غربی | ۸۵ کیلومتر (۵۳ مایل)   |                 | [ ۱ ] |
| ۴ نوامبر ۱۰۳۱   | ۰۱:۰۷:۲۴           | ۳۶         | خورشیدگرفتگی | ۰.۹۸۳۶ | ۰۱ دقیقه و ۴۰ ثانیه | ۲°۲۴′جنوبی ۸۷°۰۰′غربی / ۲٫۴°جنوبی ۸۷٫۰°غربی     | ۵۹ کیلومتر (۳۷ مایل)   |                 | [ ۱ ] |
| ۲۹ آوریل ۱۰۳۰   | ۱۴:۰۲:۴۱           | ۴۱         | خورشیدگرفتگی | ۱.۰۳۵۷ | ۰۳ دقیقه و ۰۴ ثانیه | ۲۴°۱۲′شمالی ۶۸°۳۶′شرقی / ۲۴٫۲°شمالی ۶۸٫۶°شرقی   | ۱۲۴ کیلومتر (۷۷ مایل)  |                 | [ ۱ ] |
| ۲۴ اکتبر ۱۰۳۰   | ۰۶:۲۴:۰۹           | ۴۶         | خورشیدگرفتگی | ۰.۹۳۲۷ | ۰۶ دقیقه و ۴۱ ثانیه | ۳۵°۳۰′جنوبی ۱۷۱°۳۶′شرقی / ۳۵٫۵°جنوبی ۱۷۱٫۶°شرقی | ۲۹۱ کیلومتر (۱۸۱ مایل) |                 | [ ۱ ] |
| ۱۹ مارس ۱۰۲۹    | ۲۲:۱۶:۵۸           | ۱۳         | خورشیدگرفتگی | ۰.۰۰۵۴ | —                   | ۶۰°۵۴′جنوبی ۵۳°۵۴′شرقی / ۶۰٫۹°جنوبی ۵۳٫۹°شرقی   | —                      |                 | [ ۱ ] |
| ۱۸ آوریل ۱۰۲۹   | ۰۵:۲۶:۵۷           | ۵۱         | خورشیدگرفتگی | ۱.۰۵۹۱ | ۰۳ دقیقه و ۰۸ ثانیه | ۶۲°۰۰′شمالی ۱۱۹°۲۴′شرقی / ۶۲٫۰°شمالی ۱۱۹٫۴°شرقی | —                      |                 | [ ۱ ] |
| ۱۲ اکتبر ۱۰۲۹   | ۰۵:۵۸:۵۱           | ۵۶         | خورشیدگرفتگی | ۰.۵۹۳۲ | —                   | ۶۰°۳۶′جنوبی ۹۹°۰۶′شرقی / ۶۰٫۶°جنوبی ۹۹٫۱°شرقی   | —                      |                 | [ ۱ ] |
| ۹ مارس ۱۰۲۸     | ۱۴:۱۴:۰۸           | ۲۳         | خورشیدگرفتگی | ۱.۰۳۰۵ | ۰۲ دقیقه و ۰۰ ثانیه | ۵۵°۱۸′جنوبی ۱۲۲°۲۴′شرقی / ۵۵٫۳°جنوبی ۱۲۲٫۴°شرقی | ۱۹۴ کیلومتر (۱۲۱ مایل) |                 | [ ۱ ] |
| ۱ سپتامبر ۱۰۲۸  | ۱۶:۲۷:۱۱           | ۲۸         | خورشیدگرفتگی | ۰.۹۶۱۴ | —                   | ۶۱°۱۸′شمالی ۱۵۴°۰۶′شرقی / ۶۱٫۳°شمالی ۱۵۴٫۱°شرقی | —                      |                 | [ ۱ ] |
| ۲۷ فوریه ۱۰۲۷   | ۰۱:۰۰:۵۶           | ۳۳         | خورشیدگرفتگی | ۰.۹۸۰۳ | ۰۱ دقیقه و ۵۹ ثانیه | ۱۸°۵۴′جنوبی ۷۹°۵۴′غربی / ۱۸٫۹°جنوبی ۷۹٫۹°غربی   | ۷۰ کیلومتر (۴۳ مایل)   |                 | [ ۱ ] |
| ۲۲ اوت ۱۰۲۷     | ۰۴:۲۲:۵۱           | ۳۸         | خورشیدگرفتگی | ۱.۰۴۳۹ | ۰۳ دقیقه و ۳۸ ثانیه | ۲۸°۴۲′شمالی ۱۳۱°۱۲′غربی / ۲۸٫۷°شمالی ۱۳۱٫۲°غربی | ۱۵۱ کیلومتر (۹۴ مایل)  |                 | [ ۱ ] |
| ۱۶ فوریه ۱۰۲۶   | ۰۴:۲۲:۳۱           | ۴۳         | خورشیدگرفتگی | ۰.۹۳۳۵ | ۰۷ دقیقه و ۵۷ ثانیه | ۱۹°۴۲′شمالی ۱۴۸°۵۴′غربی / ۱۹٫۷°شمالی ۱۴۸٫۹°غربی | ۳۱۰ کیلومتر (۱۹۰ مایل) |                 | [ ۱ ] |
| ۱۱ اوت ۱۰۲۶     | ۲۰:۳۸:۰۰           | ۴۸         | خورشیدگرفتگی | ۱.۰۶۶۰ | ۰۵ دقیقه و ۴۹ ثانیه | ۷°۴۲′جنوبی ۳۱°۰۶′غربی / ۷٫۷°جنوبی ۳۱٫۱°غربی     | ۲۴۲ کیلومتر (۱۵۰ مایل) |                 | [ ۱ ] |
| ۵ فوریه ۱۰۲۵    | ۰۴:۰۱:۲۴           | ۵۳         | خورشیدگرفتگی | ۰.۴۰۸۸ | —                   | ۶۲°۳۰′شمالی ۱۷۷°۰۶′غربی / ۶۲٫۵°شمالی ۱۷۷٫۱°غربی | —                      |                 | [ ۱ ] |
| ۲ ژوئیه ۱۰۲۵    | ۰۳:۱۴:۳۳           | ۲۰         | خورشیدگرفتگی | ۰.۲۳۳۹ | —                   | ۶۵°۴۲′شمالی ۴۵°۰۰′شرقی / ۶۵٫۷°شمالی ۴۵٫۰°شرقی   | —                      |                 | [ ۱ ] |
| ۳۱ ژوئیه ۱۰۲۵   | ۱۲:۳۳:۱۶           | ۵۸         | خورشیدگرفتگی | ۰.۶۱۳۶ | —                   | ۶۳°۱۸′جنوبی ۵۹°۰۶′شرقی / ۶۳٫۳°جنوبی ۵۹٫۱°شرقی   | —                      |                 | [ ۱ ] |
| ۲۵ دسامبر ۱۰۲۵  | ۱۷:۵۳:۲۴           | ۲۵         | خورشیدگرفتگی | ۰.۹۸۸۷ | ۰۰ دقیقه و ۴۳ ثانیه | ۸۴°۰۰′جنوبی ۵۱°۰۶′شرقی / ۸۴٫۰°جنوبی ۵۱٫۱°شرقی   | ۸۳ کیلومتر (۵۲ مایل)   |                 | [ ۱ ] |
| ۲۱ ژوئن ۱۰۲۴    | ۱۱:۰۱:۲۱           | ۳۰         | خورشیدگرفتگی | ۰.۹۶۵۸ | ۰۲ دقیقه و ۴۵ ثانیه | ۶۸°۱۲′شمالی ۱۲۱°۲۴′شرقی / ۶۸٫۲°شمالی ۱۲۱٫۴°شرقی | ۱۷۴ کیلومتر (۱۰۸ مایل) |                 | [ ۱ ] |
| ۱۵ دسامبر ۱۰۲۴  | ۰۷:۱۱:۰۱           | ۳۵         | خورشیدگرفتگی | ۱.۰۴۰۵ | ۰۳ دقیقه و ۳۴ ثانیه | ۳۲°۱۸′جنوبی ۱۷۸°۴۸′شرقی / ۳۲٫۳°جنوبی ۱۷۸٫۸°شرقی | ۱۳۷ کیلومتر (۸۵ مایل)  |                 | [ ۱ ] |
| ۱۰ ژوئن ۱۰۲۳    | ۱۲:۳۴:۴۰           | ۴۰         | خورشیدگرفتگی | ۰.۹۴۸۹ | ۰۶ دقیقه و ۵۰ ثانیه | ۱۸°۴۲′شمالی ۹۶°۳۰′شرقی / ۱۸٫۷°شمالی ۹۶٫۵°شرقی   | ۱۸۸ کیلومتر (۱۱۷ مایل) |                 | [ ۱ ] |
| ۴ دسامبر ۱۰۲۳   | ۲۲:۵۲:۴۳           | ۴۵         | خورشیدگرفتگی | ۱.۰۳۸۲ | ۰۳ دقیقه و ۴۴ ثانیه | ۹°۱۲′شمالی ۵۴°۴۸′غربی / ۹٫۲°شمالی ۵۴٫۸°غربی     | ۱۴۹ کیلومتر (۹۳ مایل)  |                 | [ ۱ ] |
| ۳۰ مه ۱۰۲۲      | ۱۴:۱۰:۳۱           | ۵۰         | خورشیدگرفتگی | ۰.۹۶۵۵ | ۰۳ دقیقه و ۴۹ ثانیه | ۳۴°۵۴′جنوبی ۷۹°۴۲′شرقی / ۳۴٫۹°جنوبی ۷۹٫۷°شرقی   | ۲۱۷ کیلومتر (۱۳۵ مایل) |                 | [ ۱ ] |
| ۲۴ نوامبر ۱۰۲۲  | ۱۲:۱۶:۲۳           | ۵۵         | خورشیدگرفتگی | ۰.۵۸۷۶ | —                   | ۶۹°۰۶′شمالی ۱۲۷°۵۴′شرقی / ۶۹٫۱°شمالی ۱۲۷٫۹°شرقی | —                      |                 | [ ۱ ] |
| ۱۹ آوریل ۱۰۲۱   | ۱۳:۲۷:۴۰           | ۲۲         | خورشیدگرفتگی | ۰.۸۸۴۵ | —                   | ۷۱°۱۸′شمالی ۲۸°۰۰′غربی / ۷۱٫۳°شمالی ۲۸٫۰°غربی   | —                      |                 | [ ۱ ] |
| ۱۸ مه ۱۰۲۱      | ۲۲:۰۵:۵۱           | ۶۰         | خورشیدگرفتگی | ۰.۰۲۱۹ | —                   | ۶۹°۳۶′جنوبی ۱۲°۳۶′غربی / ۶۹٫۶°جنوبی ۱۲٫۶°غربی   | —                      |                 | [ ۱ ] |
| ۱۴ اکتبر ۱۰۲۱   | ۰۱:۲۱:۲۳           | ۲۷         | خورشیدگرفتگی | ۰.۹۴۲۹ | —                   | ۷۱°۴۲′جنوبی ۱۶۰°۳۰′شرقی / ۷۱٫۷°جنوبی ۱۶۰٫۵°شرقی | —                      |                 | [ ۱ ] |
| ۹ آوریل ۱۰۲۰    | ۰۵:۴۴:۲۲           | ۳۲         | خورشیدگرفتگی | ۱.۰۷۶۳ | ۰۶ دقیقه و ۲۶ ثانیه | ۲۰°۴۸′شمالی ۱۶۴°۱۲′غربی / ۲۰٫۸°شمالی ۱۶۴٫۲°غربی | ۲۵۹ کیلومتر (۱۶۱ مایل) |                 | [ ۱ ] |
| ۳ اکتبر ۱۰۲۰    | ۰۰:۳۳:۱۴           | ۳۷         | خورشیدگرفتگی | ۰.۹۲۶۱ | ۰۹ دقیقه و ۱۸ ثانیه | ۱۸°۰۰′جنوبی ۸۸°۴۸′غربی / ۱۸٫۰°جنوبی ۸۸٫۸°غربی   | ۲۹۳ کیلومتر (۱۸۲ مایل) |                 | [ ۱ ] |
| ۲۹ مارس ۱۰۱۹    | ۲۲:۲۵:۳۴           | ۴۲         | خورشیدگرفتگی | ۱.۰۵۳۱ | ۰۴ دقیقه و ۳۸ ثانیه | ۲۴°۴۲′جنوبی ۳۹°۱۲′غربی / ۲۴٫۷°جنوبی ۳۹٫۲°غربی   | ۱۹۴ کیلومتر (۱۲۱ مایل) |                 | [ ۱ ] |
| ۲۲ سپتامبر ۱۰۱۹ | ۰۳:۱۵:۴۷           | ۴۷         | خورشیدگرفتگی | ۰.۹۶۷۹ | ۰۳ دقیقه و ۲۴ ثانیه | ۲۶°۲۴′شمالی ۱۱۵°۱۲′غربی / ۲۶٫۴°شمالی ۱۱۵٫۲°غربی | ۱۲۵ کیلومتر (۷۸ مایل)  |                 | [ ۱ ] |
| ۱۹ مارس ۱۰۱۸    | ۱۰:۵۴:۲۳           | ۵۲         | خورشیدگرفتگی | ۰.۵۸۷۹ | —                   | ۷۱°۳۰′جنوبی ۱۲۹°۳۶′غربی / ۷۱٫۵°جنوبی ۱۲۹٫۶°غربی | —                      |                 | [ ۱ ] |
| ۱۱ سپتامبر ۱۰۱۸ | ۱۳:۲۵:۴۹           | ۵۷         | خورشیدگرفتگی | ۰.۸۶۴۵ | —                   | ۷۱°۱۸′شمالی ۱۵۸°۰۶′غربی / ۷۱٫۳°شمالی ۱۵۸٫۱°غربی | —                      |                 | [ ۱ ] |
| ۶ فوریه ۱۰۱۷    | ۲۳:۲۲:۲۰           | ۲۴         | خورشیدگرفتگی | ۰.۹۲۱۳ | ۰۸ دقیقه و ۳۷ ثانیه | ۴۵°۱۸′شمالی ۷۱°۳۰′غربی / ۴۵٫۳°شمالی ۷۱٫۵°غربی   | ۶۸۹ کیلومتر (۴۲۸ مایل) |                 | [ ۱ ] |
| ۱ اوت ۱۰۱۷      | ۲۰:۳۶:۲۸           | ۲۹         | خورشیدگرفتگی | ۱.۰۵۸۴ | ۰۴ دقیقه و ۵۰ ثانیه | ۳۷°۱۸′جنوبی ۲۸°۴۸′غربی / ۳۷٫۳°جنوبی ۲۸٫۸°غربی   | ۳۶۴ کیلومتر (۲۲۶ مایل) |                 | [ ۱ ] |
| ۲۵ ژانویه ۱۰۱۶  | ۲۳:۱۷:۰۶           | ۳۴         | خورشیدگرفتگی | ۰.۹۴۰۸ | ۰۸ دقیقه و ۰۰ ثانیه | ۱۰°۲۴′جنوبی ۵۹°۳۶′غربی / ۱۰٫۴°جنوبی ۵۹٫۶°غربی   | ۲۲۳ کیلومتر (۱۳۹ مایل) |                 | [ ۱ ] |
| ۲۲ ژوئیه ۱۰۱۶   | ۱۱:۴۰:۵۲           | ۳۹         | خورشیدگرفتگی | ۱.۰۲۹۸ | ۰۳ دقیقه و ۰۶ ثانیه | ۱۵°۱۲′شمالی ۱۱۱°۰۶′شرقی / ۱۵٫۲°شمالی ۱۱۱٫۱°شرقی | ۱۰۲ کیلومتر (۶۳ مایل)  |                 | [ ۱ ] |
| ۱۵ ژانویه ۱۰۱۵  | ۰۴:۳۸:۴۴           | ۴۴         | خورشیدگرفتگی | ۰.۹۸۵۶ | ۰۱ دقیقه و ۱۳ ثانیه | ۵۴°۵۴′جنوبی ۱۳۸°۴۸′غربی / ۵۴٫۹°جنوبی ۱۳۸٫۸°غربی | ۶۰ کیلومتر (۳۷ مایل)   |                 | [ ۱ ] |
| ۱۱ ژوئیه ۱۰۱۵   | ۲۰:۵۳:۵۴           | ۴۹         | خورشیدگرفتگی | ۰.۹۷۳۱ | ۰۲ دقیقه و ۱۱ ثانیه | ۶۴°۵۴′شمالی ۳۰°۵۴′غربی / ۶۴٫۹°شمالی ۳۰٫۹°غربی   | ۱۲۹ کیلومتر (۸۰ مایل)  |                 | [ ۱ ] |
| ۶ دسامبر ۱۰۱۵   | ۰۶:۱۳:۲۷           | ۱۶         | خورشیدگرفتگی | ۰.۰۷۵۸ | —                   | ۶۳°۳۰′شمالی ۱۳۰°۲۴′غربی / ۶۳٫۵°شمالی ۱۳۰٫۴°غربی | —                      |                 | [ ۱ ] |
| ۴ ژانویه ۱۰۱۴   | ۱۶:۵۵:۲۱           | ۵۴         | خورشیدگرفتگی | ۰.۶۶۱۳ | —                   | ۶۶°۰۶′جنوبی ۱۳۷°۱۲′غربی / ۶۶٫۱°جنوبی ۱۳۷٫۲°غربی | —                      |                 | [ ۱ ] |
| ۱ ژوئن ۱۰۱۴     | ۰۸:۱۸:۰۶           | ۲۱         | خورشیدگرفتگی | ۰.۲۵۲۰ | —                   | ۶۲°۵۴′جنوبی ۱۵۶°۴۲′غربی / ۶۲٫۹°جنوبی ۱۵۶٫۷°غربی | —                      |                 | [ ۱ ] |
| ۳۰ ژوئن ۱۰۱۴    | ۲۳:۱۸:۰۹           | ۵۹         | خورشیدگرفتگی | ۰.۲۰۸۴ | —                   | ۶۵°۱۸′شمالی ۱۳۲°۰۰′شرقی / ۶۵٫۳°شمالی ۱۳۲٫۰°شرقی | —                      |                 | [ ۱ ] |
| ۲۵ نوامبر ۱۰۱۴  | ۲۱:۴۴:۰۴           | ۲۶         | خورشیدگرفتگی | ۱.۰۲۲۲ | ۰۱ دقیقه و ۵۱ ثانیه | ۳۷°۰۰′شمالی ۲۰°۰۶′غربی / ۳۷٫۰°شمالی ۲۰٫۱°غربی   | ۱۴۷ کیلومتر (۹۱ مایل)  |                 | [ ۱ ] |
| ۲۰ مه ۱۰۱۳      | ۱۱:۱۵:۰۲           | ۳۱         | خورشیدگرفتگی | ۰.۹۸۲۱ | ۰۱ دقیقه و ۵۷ ثانیه | ۱۸°۰۰′جنوبی ۱۲۹°۲۴′شرقی / ۱۸٫۰°جنوبی ۱۲۹٫۴°شرقی | ۷۹ کیلومتر (۴۹ مایل)   |                 | [ ۱ ] |
| ۱۴ نوامبر ۱۰۱۳  | ۰۹:۳۸:۱۵           | ۳۶         | خورشیدگرفتگی | ۰.۹۷۹۹ | ۰۲ دقیقه و ۰۷ ثانیه | ۵°۴۲′جنوبی ۱۴۳°۳۶′شرقی / ۵٫۷°جنوبی ۱۴۳٫۶°شرقی   | ۷۳ کیلومتر (۴۵ مایل)   |                 | [ ۱ ] |
| ۹ مه ۱۰۱۲       | ۲۱:۱۲:۰۵           | ۴۱         | خورشیدگرفتگی | ۱.۰۴۰۶ | ۰۳ دقیقه و ۳۲ ثانیه | ۲۴°۰۶′شمالی ۳۸°۱۸′غربی / ۲۴٫۱°شمالی ۳۸٫۳°غربی   | ۱۳۸ کیلومتر (۸۶ مایل)  |                 | [ ۱ ] |
| ۳ نوامبر ۱۰۱۲   | ۱۴:۲۹:۲۸           | ۴۶         | خورشیدگرفتگی | ۰.۹۲۹۵ | ۰۶ دقیقه و ۵۶ ثانیه | ۳۹°۴۲′جنوبی ۴۹°۰۰′شرقی / ۳۹٫۷°جنوبی ۴۹٫۰°شرقی   | ۳۰۵ کیلومتر (۱۹۰ مایل) |                 | [ ۱ ] |
| ۲۹ آوریل ۱۰۱۱   | ۱۲:۵۴:۰۸           | ۵۱         | خورشیدگرفتگی | ۱.۰۶۶۶ | ۰۳ دقیقه و ۴۷ ثانیه | ۶۱°۴۸′شمالی ۳۰°۵۴′شرقی / ۶۱٫۸°شمالی ۳۰٫۹°شرقی   | ۵۴۱ کیلومتر (۳۳۶ مایل) |                 | [ ۱ ] |
| ۲۳ اکتبر ۱۰۱۱   | ۱۳:۵۱:۱۲           | ۵۶         | خورشیدگرفتگی | ۰.۶۱۳۶ | —                   | ۶۰°۴۸′جنوبی ۲۸°۵۴′غربی / ۶۰٫۸°جنوبی ۲۸٫۹°غربی   | —                      |                 | [ ۱ ] |
| ۲۰ مارس ۱۰۱۰    | ۲۱:۵۴:۳۳           | ۲۳         | خورشیدگرفتگی | ۱.۰۲۸۶ | ۰۱ دقیقه و ۵۲ ثانیه | ۵۵°۳۶′جنوبی ۱۱°۳۶′شرقی / ۵۵٫۶°جنوبی ۱۱٫۶°شرقی   | ۲۲۸ کیلومتر (۱۴۲ مایل) |                 | [ ۱ ] |
| ۱۳ سپتامبر ۱۰۱۰ | ۰۰:۱۹:۵۹           | ۲۸         | خورشیدگرفتگی | ۰.۹۱۱۷ | —                   | ۶۰°۵۴′شمالی ۲۵°۴۸′شرقی / ۶۰٫۹°شمالی ۲۵٫۸°شرقی   | —                      |                 | [ ۱ ] |
| ۹ مارس ۱۰۰۹     | ۰۸:۲۵:۲۴           | ۳۳         | خورشیدگرفتگی | ۰.۹۸۰۱ | ۰۱ دقیقه و ۵۹ ثانیه | ۱۷°۲۴′جنوبی ۱۶۸°۳۶′شرقی / ۱۷٫۴°جنوبی ۱۶۸٫۶°شرقی | ۷۲ کیلومتر (۴۵ مایل)   |                 | [ ۱ ] |
| ۱ سپتامبر ۱۰۰۹  | ۱۲:۲۷:۳۹           | ۳۸         | خورشیدگرفتگی | ۱.۰۴۲۸ | ۰۳ دقیقه و ۳۰ ثانیه | ۲۶°۴۲′شمالی ۱۰۷°۳۰′شرقی / ۲۶٫۷°شمالی ۱۰۷٫۵°شرقی | ۱۴۹ کیلومتر (۹۳ مایل)  |                 | [ ۱ ] |
| ۲۶ فوریه ۱۰۰۸   | ۱۱:۳۳:۲۳           | ۴۳         | خورشیدگرفتگی | ۰.۹۳۵۹ | ۰۷ دقیقه و ۲۶ ثانیه | ۱۹°۲۴′شمالی ۱۰۱°۲۴′شرقی / ۱۹٫۴°شمالی ۱۰۱٫۴°شرقی | ۲۸۵ کیلومتر (۱۷۷ مایل) |                 | [ ۱ ] |
| ۲۲ اوت ۱۰۰۸     | ۰۴:۳۹:۰۳           | ۴۸         | خورشیدگرفتگی | ۱.۰۶۲۷ | ۰۵ دقیقه و ۲۵ ثانیه | ۷°۳۶′جنوبی ۱۵۳°۰۶′غربی / ۷٫۶°جنوبی ۱۵۳٫۱°غربی   | ۲۲۵ کیلومتر (۱۴۰ مایل) |                 | [ ۱ ] |
| ۱۵ فوریه ۱۰۰۷   | ۱۱:۲۳:۱۱           | ۵۳         | خورشیدگرفتگی | ۰.۴۷۵۴ | —                   | ۶۱°۴۸′شمالی ۶۲°۰۶′شرقی / ۶۱٫۸°شمالی ۶۲٫۱°شرقی   | —                      |                 | [ ۱ ] |
| ۱۳ ژوئیه ۱۰۰۷   | ۱۰:۲۶:۳۹           | ۲۰         | خورشیدگرفتگی | ۰.۱۰۵۶ | —                   | ۶۴°۴۲′شمالی ۷۴°۳۰′غربی / ۶۴٫۷°شمالی ۷۴٫۵°غربی   | —                      |                 | [ ۱ ] |
| ۱۱ اوت ۱۰۰۷     | ۲۰:۱۵:۴۸           | ۵۸         | خورشیدگرفتگی | ۰.۷۰۰۲ | —                   | ۶۲°۳۰′جنوبی ۶۷°۱۲′غربی / ۶۲٫۵°جنوبی ۶۷٫۲°غربی   | —                      |                 | [ ۱ ] |
| ۶ ژانویه ۱۰۰۶   | ۰۲:۱۹:۵۳           | ۲۵         | خورشیدگرفتگی | ۰.۹۹۳۵ | ۰۰ دقیقه و ۲۴ ثانیه | ۸۱°۱۲′جنوبی ۴۹°۰۶′غربی / ۸۱٫۲°جنوبی ۴۹٫۱°غربی   | ۴۸ کیلومتر (۳۰ مایل)   |                 | [ ۱ ] |
| ۲ ژوئیه ۱۰۰۶    | ۱۷:۴۰:۲۹           | ۳۰         | خورشیدگرفتگی | ۰.۹۶۰۲ | ۰۳ دقیقه و ۰۰ ثانیه | ۷۴°۵۴′شمالی ۳۵°۳۰′شرقی / ۷۴٫۹°شمالی ۳۵٫۵°شرقی   | ۲۳۴ کیلومتر (۱۴۵ مایل) |                 | [ ۱ ] |
| ۲۶ دسامبر ۱۰۰۶  | ۱۵:۵۷:۵۷           | ۳۵         | خورشیدگرفتگی | ۱.۰۴۳۴ | ۰۳ دقیقه و ۴۶ ثانیه | ۳۳°۲۴′جنوبی ۴۸°۰۰′شرقی / ۳۳٫۴°جنوبی ۴۸٫۰°شرقی   | ۱۴۷ کیلومتر (۹۱ مایل)  |                 | [ ۱ ] |
| ۲۰ ژوئن ۱۰۰۵    | ۱۸:۵۵:۲۹           | ۴۰         | خورشیدگرفتگی | ۰.۹۴۷۹ | ۰۶ دقیقه و ۴۳ ثانیه | ۲۵°۰۰′شمالی ۰°۰۶′شرقی / ۲۵٫۰°شمالی ۰٫۱°شرقی     | ۱۹۲ کیلومتر (۱۱۹ مایل) |                 | [ ۱ ] |
| ۱۵ دسامبر ۱۰۰۵  | ۰۷:۴۲:۴۹           | ۴۵         | خورشیدگرفتگی | ۱.۰۳۷۸ | ۰۳ دقیقه و ۴۵ ثانیه | ۷°۳۰′شمالی ۱۷۰°۰۶′شرقی / ۷٫۵°شمالی ۱۷۰٫۱°شرقی   | ۱۴۷ کیلومتر (۹۱ مایل)  |                 | [ ۱ ] |
| ۹ ژوئن ۱۰۰۴     | ۲۰:۴۴:۴۵           | ۵۰         | خورشیدگرفتگی | ۰.۹۶۹۴ | ۰۳ دقیقه و ۳۸ ثانیه | ۲۵°۱۸′جنوبی ۲۴°۳۶′غربی / ۲۵٫۳°جنوبی ۲۴٫۶°غربی   | ۱۶۲ کیلومتر (۱۰۱ مایل) |                 | [ ۱ ] |
| ۴ دسامبر ۱۰۰۴   | ۲۰:۵۳:۴۸           | ۵۵         | خورشیدگرفتگی | ۰.۵۸۰۷ | —                   | ۶۸°۰۰′شمالی ۱۴°۳۶′غربی / ۶۸٫۰°شمالی ۱۴٫۶°غربی   | —                      |                 | [ ۱ ] |
| ۳۰ آوریل ۱۰۰۳   | ۲۰:۴۵:۳۸           | ۲۲         | خورشیدگرفتگی | ۰.۷۵۸۲ | —                   | ۷۰°۴۸′شمالی ۱۵۲°۱۸′غربی / ۷۰٫۸°شمالی ۱۵۲٫۳°غربی | —                      |                 | [ ۱ ] |
| ۳۰ مه ۱۰۰۳      | ۰۵:۰۷:۵۶           | ۶۰         | خورشیدگرفتگی | ۰.۱۶۹۵ | —                   | ۶۸°۴۲′جنوبی ۱۳۱°۳۰′غربی / ۶۸٫۷°جنوبی ۱۳۱٫۵°غربی | —                      |                 | [ ۱ ] |
| ۲۵ اکتبر ۱۰۰۳   | ۰۹:۱۶:۵۶           | ۲۷         | خورشیدگرفتگی | ۰.۹۲۲۷ | —                   | ۷۱°۱۸′جنوبی ۲۶°۱۲′شرقی / ۷۱٫۳°جنوبی ۲۶٫۲°شرقی   | —                      |                 | [ ۱ ] |
| ۲۰ آوریل ۱۰۰۲   | ۱۳:۱۸:۰۷           | ۳۲         | خورشیدگرفتگی | ۱.۰۷۸۰ | ۰۶ دقیقه و ۲۰ ثانیه | ۲۸°۵۴′شمالی ۷۸°۳۶′شرقی / ۲۸٫۹°شمالی ۷۸٫۶°شرقی   | ۲۷۲ کیلومتر (۱۶۹ مایل) |                 | [ ۱ ] |
| ۱۴ اکتبر ۱۰۰۲   | ۰۸:۲۱:۱۲           | ۳۷         | خورشیدگرفتگی | ۰.۹۲۵۰ | ۰۹ دقیقه و ۱۰ ثانیه | ۲۳°۲۴′جنوبی ۱۵۱°۴۸′شرقی / ۲۳٫۴°جنوبی ۱۵۱٫۸°شرقی | ۲۹۹ کیلومتر (۱۸۶ مایل) |                 | [ ۱ ] |
| ۹ آوریل ۱۰۰۱    | ۰۵:۵۷:۳۲           | ۴۲         | خورشیدگرفتگی | ۱.۰۵۳۳ | ۰۴ دقیقه و ۵۱ ثانیه | ۱۶°۴۸′جنوبی ۱۵۶°۱۸′غربی / ۱۶٫۸°جنوبی ۱۵۶٫۳°غربی | ۱۸۹ کیلومتر (۱۱۷ مایل) |                 | [ ۱ ] |
| ۲ اکتبر ۱۰۰۱    | ۱۱:۱۸:۳۵           | ۴۷         | خورشیدگرفتگی | ۰.۹۶۸۴ | ۰۳ دقیقه و ۲۶ ثانیه | ۲۰°۴۸′شمالی ۱۲۱°۳۰′شرقی / ۲۰٫۸°شمالی ۱۲۱٫۵°شرقی | ۱۲۲ کیلومتر (۷۶ مایل)  |                 | [ ۱ ] |